# Morava
Morava je region na východě území České republiky a historická země Koruny české a prvního období dějin Československa (do roku 1928). Do současnosti si zachovala rozmanitou kulturu, tradice a nářečí.
Název je odvozen od řeky Moravy, jejíž jméno je předslovanského původu s významem voda, močál. Na západě Morava hraničí s Čechami, na severu s polským Kladskem a s českým Slezskem, na východě se Slovenskem a na jihu s Dolními Rakousy. Největším městem Moravy je Brno. Jinými významnými sídly na historickém území Moravy jsou například Olomouc (vedle Brna druhé historické hlavní město Moravy a sídlo olomoucké arcidiecéze), Znojmo (historické středisko jihozápadní Moravy), Zlín, Prostějov, Přerov, Kroměříž a větší část Jihlavy a část Ostravy (obě města leží na bývalých zemských hranicích).
Většinu území Moravy tvoří pahorkatiny a vrchoviny. Nejvyšší místo se nachází poblíž vrcholu hory Praděd (1491 m n. m.) v pohoří Hrubý Jeseník. K dalším významným pohořím patří Králický Sněžník, Moravskoslezské Beskydy a Bílé Karpaty. Od Čech je Morava oddělena Českomoravskou vrchovinou. Nejdůležitějšími řekami jsou Morava, Dyje, Svratka, Bečva a Jihlava, které protékají rozsáhlými nížinnými oblastmi na jižní a střední Moravě, jimiž jsou Dyjsko-svratecký úval, Dolnomoravský úval a Hornomoravský úval.
Před příchodem Slovanů v 6. století žily na Moravě keltské a později germánské kmeny. V letech 833 až 906/907 tvořila jihovýchodní část Moravy spolu s přilehlými územími dnešního Slovenska a Rakouska středisko Velkomoravské říše, jež byla vazalem Franské říše. Za panování knížete Rostislava (846–870) se Velká Morava stala kolébkou slovanské kultury a křesťanství, začátkem 10. století se však rozpadla. Morava pak zřejmě byla krátce součástí Polska či Uher. Kolem roku 1019 ji získal český přemyslovský kníže Oldřich a od té doby až dodnes zůstávají politické osudy Moravy a Čech spojeny. Od 11. století do konce 12. století byla Morava rozdělena na údělná knížectví v držení členů rodu Přemyslovců, od roku 1061 dědičném. Na konci 12. století moravské úděly sjednotil v Moravské markrabství pozdější český kníže Konrád II. Ota. Státoprávní situaci upřesnil Karel IV. listinou ze 7. dubna 1348, jíž stanovil, že země řízené českým králem jsou jeho vlastními lény, a nikoliv lény Svaté říše římské, čímž Moravu určil jako jednu ze zemí Koruny české.
V letech 1867 až 1918 země Koruny české spadaly pod Předlitavsko. V českém národním obrození a následujícím boji o české politické sebeurčení se prosadila myšlenka jednotného a jediný spisovný jazyk používajícího „národu českého v Čechách a v Moravě“, jak to formuloval z Moravy pocházející obrozenec František Palacký. Se zánikem Rakouska-Uherska zaniklo i markrabství a moravský zemský sněm, ale Morava zůstala jako země Moravská i nadále správním celkem v rámci nově vzniklého Československa. Roku 1928 byla spojena s československou částí Slezska do země Moravskoslezské, která existovala do roku 1948. Pak se území Československa rozdělilo na kraje a Morava jako správní jednotka zanikla. Dodnes je však vnímána jako svébytný kulturní celek. Po poválečném vysídlení Moravanů německé národnosti, kteří v některých částech Moravy převažovali, zde žije obyvatelstvo většinově mluvící českými nářečími a hlásící se k české nebo k moravské národnosti. Moravané se etnograficky a lingvisticky dělí do tradičních oblastí, k nimž patří Haná, Valašsko, Slovácko, Horácko, Lašsko (částečně ve Slezsku), Záhoří, Brněnsko, Drahansko, značná část Kravařska (částečně ve Slezsku) a část Hřebečska (částečně i v Čechách), také v místě moravské enklávy Osoblažsko.

## Znak Moravy
Znakem Moravského markrabství byla od druhé poloviny 13. století stříbrnočerveně šachovaná orlice se zlatou korunou a zbrojí v modrém poli štítu. Erbovní list  císaře Fridricha III. z roku 1462, vydaný na znak vděčnosti za vojenskou pomoc moravského markraběte a českého krále Jiřího z Kunštátu a Poděbrad na žádost moravského zemského hejtmana Jindřicha z Lipé, měnil stříbrná pole šachování na zlatá, čímž vytvářel nový „stavovský“ znak. Český král Friedrichovo privilegium nikdy nepotvrdil a v praxi se zlatá barva neprosadila. Privilegium nemělo ani před ani po roce 1628 na moravský znak žádný účinek, což dokazují všechny vydané sněmovní artikuly do roku 1838 a nebo zemské řády z let 1545, 1562, 1604 a 1628.
V roce 1628 byl Ferdinandem II. v souvislosti se snahou o definitivní ustavení habsburského rodu jako dědičného pána země erbovní list potvrzen jako součást souboru důležitějších privilegií, potvrzených jako celek, neporušujících především pobělohorské Obnovené zřízení zemské, bez zkoumání jednotlivostí. Františkem Píchou je význam císařských dekretů ve vztahu ke znaku Moravy (1752 znak habsburských dědičných zemí, 1766 znak římského císaře, 1804 znak rakouského císaře, 1806 znak Rakouského císařství), ve vztahu k otázce, pro koho a za jakým účelem byla Fridrichova listina vydána, hodnocen takto: „pokud by změna barev moravské orlice listinou Fridricha III. byla od počátku chápána jako změna státního znaku, pak všechny tyto císařské dekrety by představovaly akty rušící ustanovení této erbovní listiny“. Před změnou barevnosti šachování na podzim roku 1915 na červeno zlaté byl velký znak Rakouského císařství naposledy upraven 22. srpna 1836 dekretem Ferdinanda V. Znakem země je vždy znak zeměpána, a země je takto prezentována i navenek (mezinárodně). Zeměpánem Moravy nebyli stavové, ale vždy markrabě (panovník). Doloženě byly zvláště od 30. let 19. století používány obě barevné varianty, avšak ve zcela jiném právním významu před a po roce 1848 (ústavních a politických změn). Moravský zemský sněm z roku 1848 („selský sněm“) se usnesl na používání zlatočerveného šachování v zemském znaku, k čemuž se vyjádřilo v roce 1849 a následně kvůli žádosti o jednoznačné stanovisko ve věci zemských barev i v roce 1880 Ministerstvo vnitra. Ministerstvo potvrdilo, že se nebrání jeho používání ještě před novou úpravou rakouského státního znaku, dokud se definitivně nerozhodne. Ve velkém a středním habsburském znaku však bylo stabilně používáno původní stříbrnočervené šachování a to až do 1915, kdy bylo ve středním znaku změněno na zlatočervené. Od roku 1918 se přešlo na výlučné používání původní stříbrnočervené moravské orlice v modrém poli, neboť vychází z tradičních slovanských barev – červené, bílé a modré. Z právního hlediska bylo pak stříbrnočervené šachování v moravském znaku výslovně potvrzeno zákonem č. 252/1920 Sb.
Stříbrnočervená moravská orlice je dnes součástí velkého státního znaku České republiky, jakož i znaků krajů Jihomoravského, Olomouckého, Zlínského, Moravskoslezského, Pardubického a Vysočiny (Jihočeský kraj, i když zahrnuje část historického mor. území, ve svém znaku orlici nemá). Jihomoravský kraj kromě stříbrnočervené orlice užívá ve čtvrceném znaku uděleném roku 2004 také zlatočervenou variantu moravské orlice, která je umístěna ve čtvrtém poli.

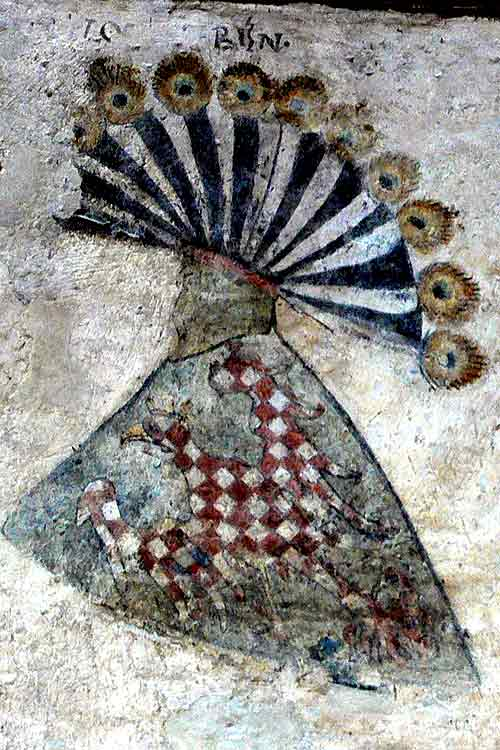
Nejstarší dochované barevné vyobrazení znaku moravského markraběte (Moravy), freska v sále hradu Gozzoburg v Kremži z počátku 70. let 13. století.
Znak Moravy – do roku 1915 znak markraběte a markrabství
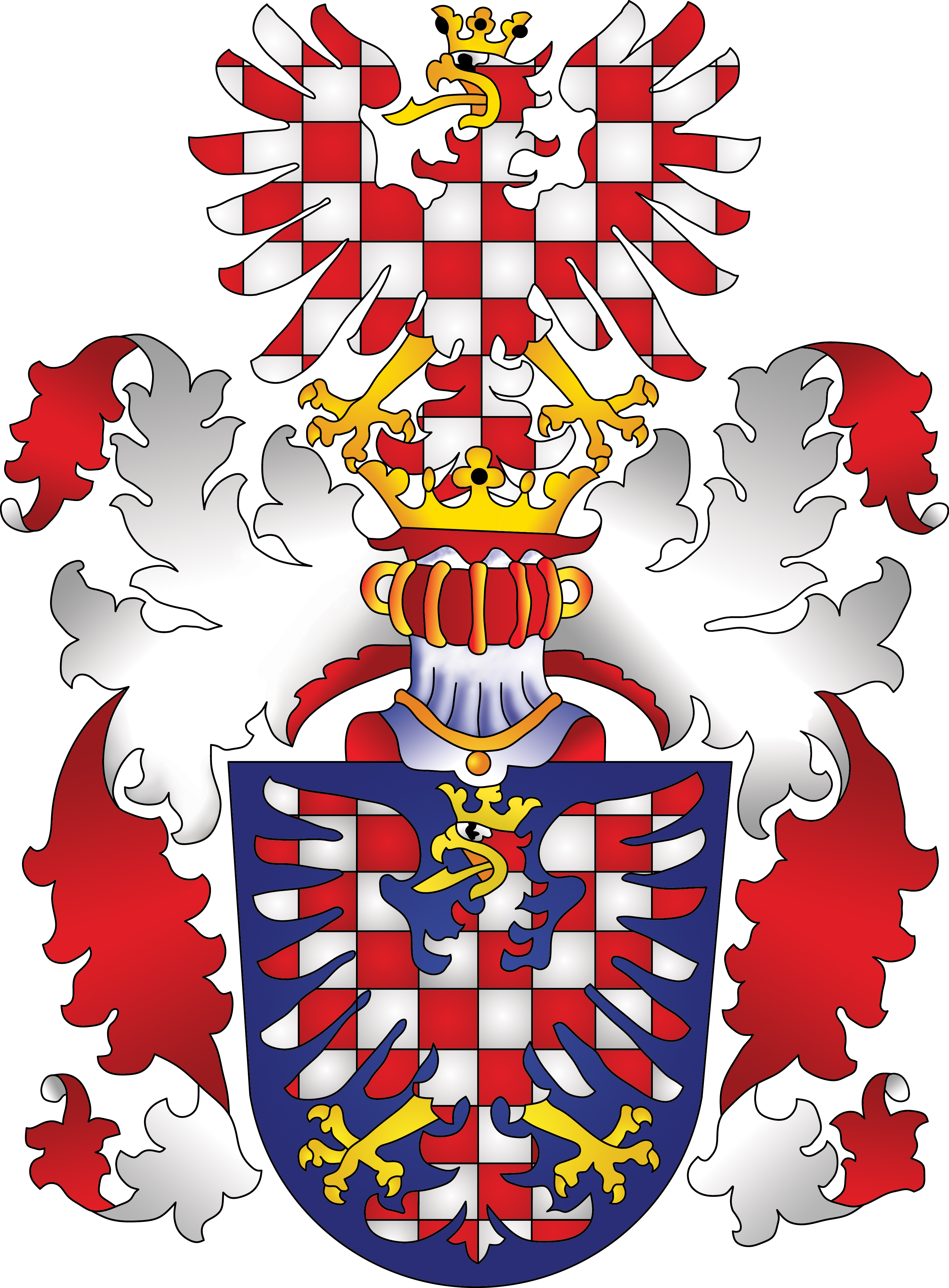
Velký znak Moravy – do roku 1915 znak markraběte a markrabství
Znak markraběte a markrabství (1915–1918). Od roku 2003 ve znaku Jihomoravského kraje.
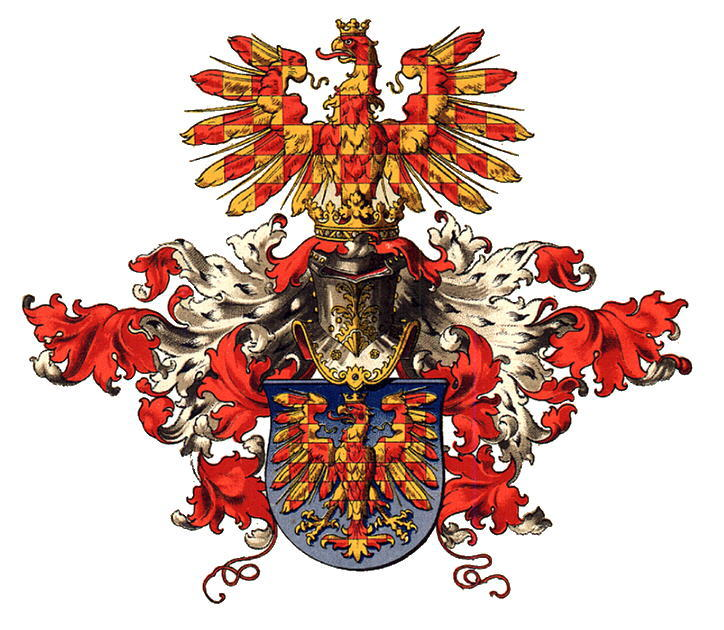
Úplný znak moravského markraběte v kresbě heraldika Huga Gerharda Ströhla. Teoretická podoba markraběcího znaku po roce 1915.
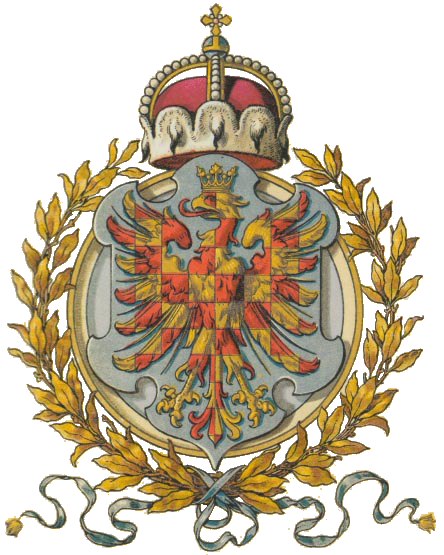
Znak Moravského markrabství v kresbě Huga Gerharda Ströhla.

## Geografie

### Území
S historickým územím Moravy hraničí na západě Čechy (délka hranice 420 km), na jihu rakouská spolková země Dolní Rakousy (201,24 km), na jihovýchodě pak slovenský Trnavský kraj, na východě slovenský Trenčínský kraj, na severovýchodě slovenský Žilinský kraj a České Slezsko, na severu také České Slezsko a na severozápadě pak území Polska – konkrétně Kladsko, kdysi součást Čech, dnes část Dolnoslezského vojvodství (20 km). Někdejší moravské enklávy ve Slezsku sousedí s polským Opolským vojvodstvím, které leží téměř celé v polské části Slezska.
Morava měla po staletí stálé hranice, které se měnily spíše ojediněle. Po vzniku Československa byly v roce 1920 k Moravě připojeny na základě Saint-germainské smlouvy oblasti Valticka a Dyjského trojúhelníku, do té doby tzv. česká část Dolních Rakous.
Území Moravy v rozsahu z roku 1928 je v současnosti (od roku 2000) rozděleno mezi kraje Jihomoravský (celý kraj až na českou ves Jobova Lhota a výše zmíněná dolnorakouská území na jihovýchodní hranici), Moravskoslezský (Osoblažsko, okolí Rýmařova, Nového Jičína a Frenštátu pod Radhoštěm; dále část Ostravy a Místek), Olomoucký (vyjma téměř celého okresu Jeseník), Vysočinu (vyjma severní a západní části kraje), Zlínský (celý kraj), Jihočeský (okolí Dačic a Slavonic) a Pardubický (zejména okolí Svitav a Moravské Třebové, dále část podhůří Králického Sněžníku – okolí Červené Vody, menší část Lanškrounska).
Na historickém území Moravy leží i osada U Sabotů, která byla, spolu s některými dalšími neobydlenými pozemky, oddělena od zbytku Moravy úpravou česko-slovenské státní hranice. Od 25. července 1997 patří tato osada Slovensku a od září 1998 nese jako místní část obce Vrbovce název Šance.

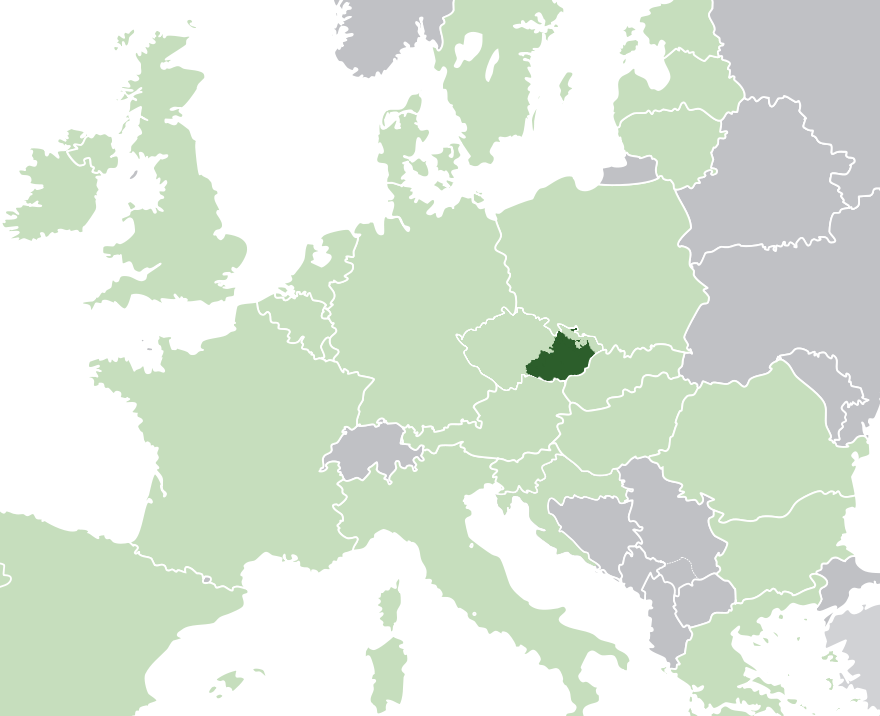
Poloha Moravy v Evropě
Země v Rakousku-Uhersku v roce 1914 (č. 9: Morava)
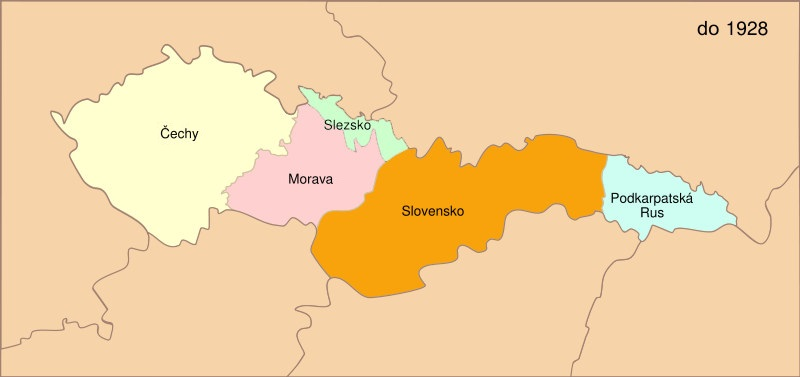
Země první Československé republiky do roku 1928
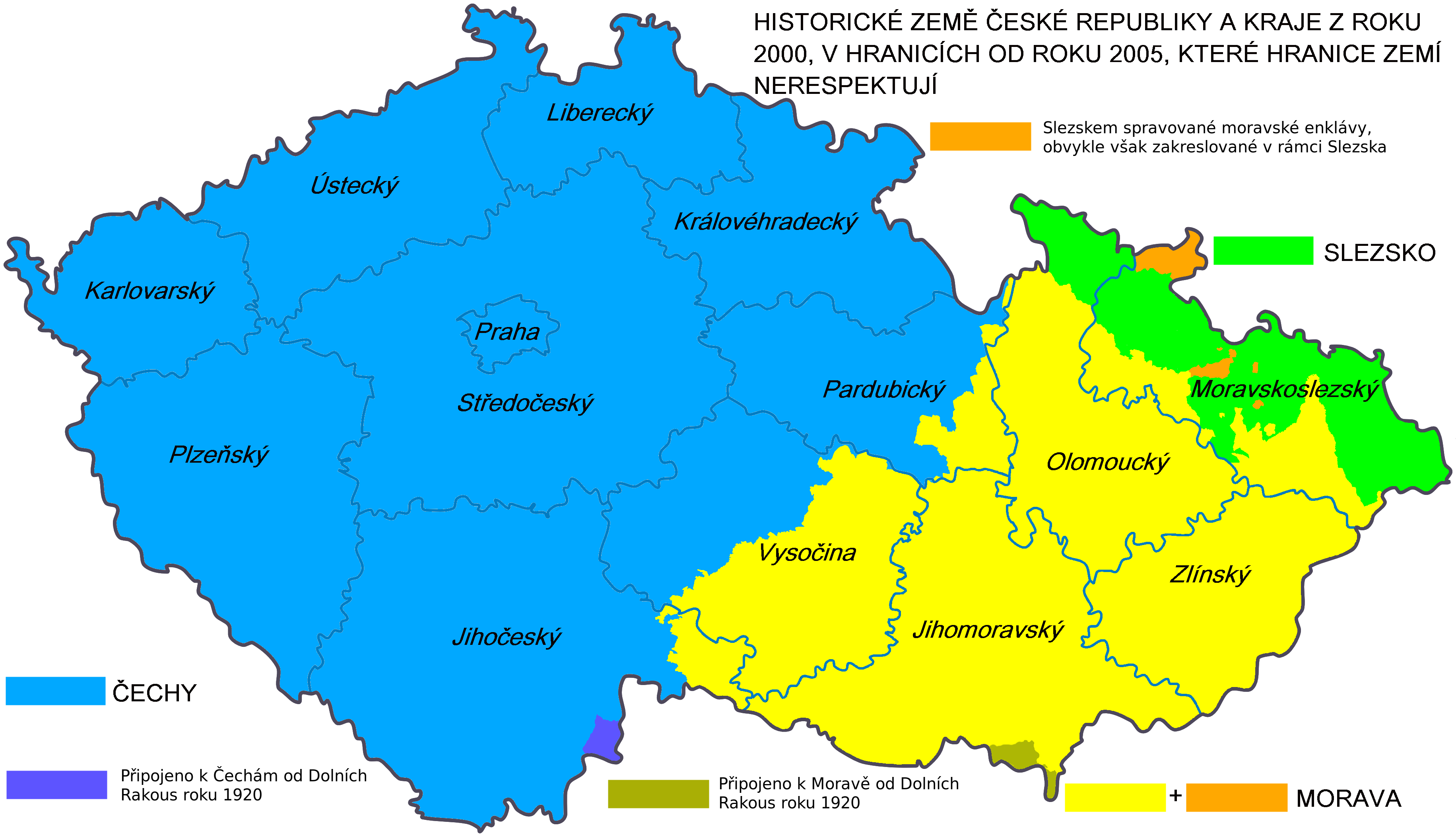
Uspořádání moderních samosprávných krajů ve vztahu k historickým zemím Koruny české
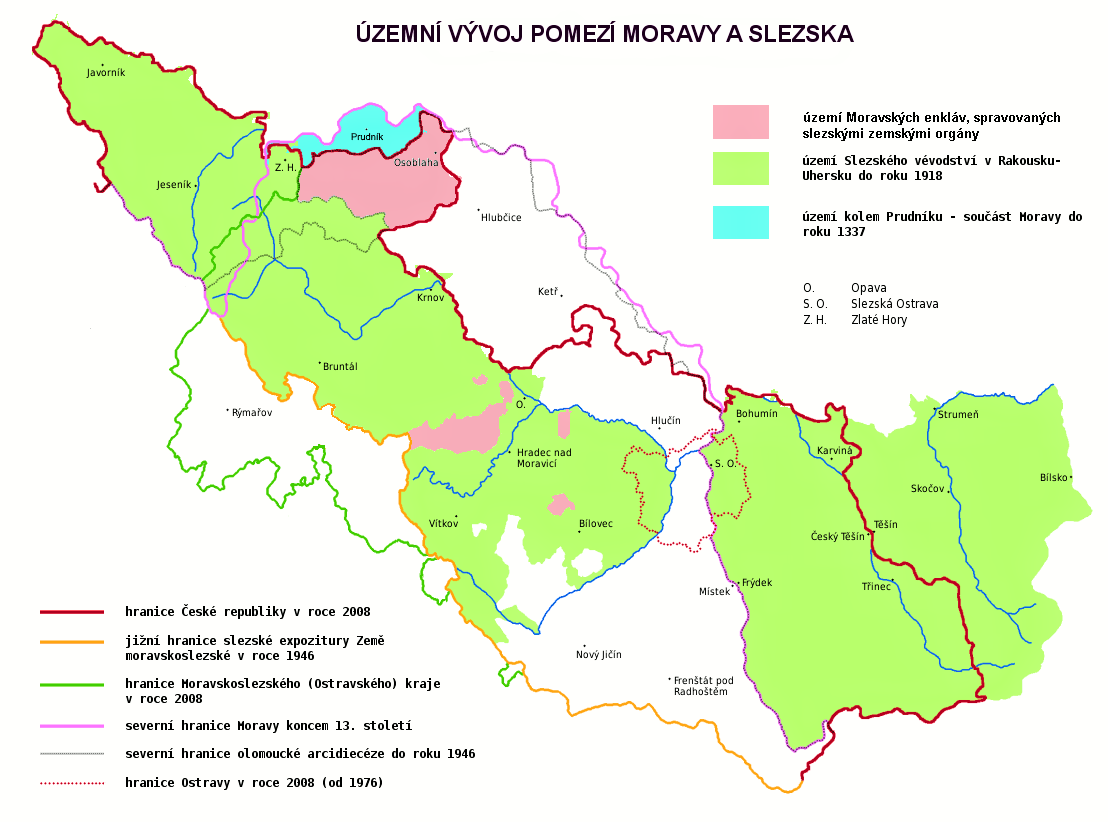
Historický vývoj moravsko-slezské hranice

### Významná města

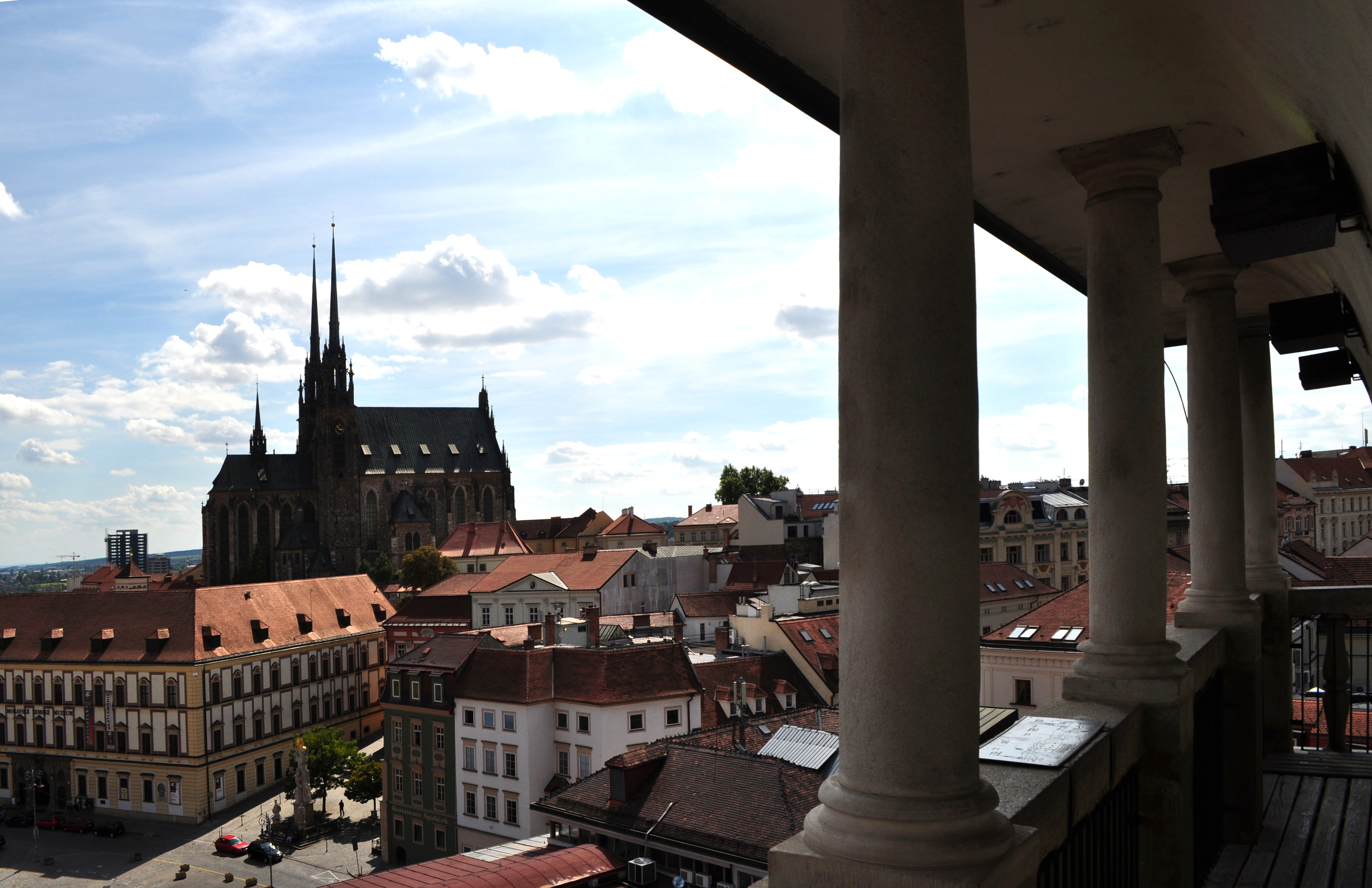
Katedrála svatého Petra a Pavla, dominanta Brna

#### Hlavní město

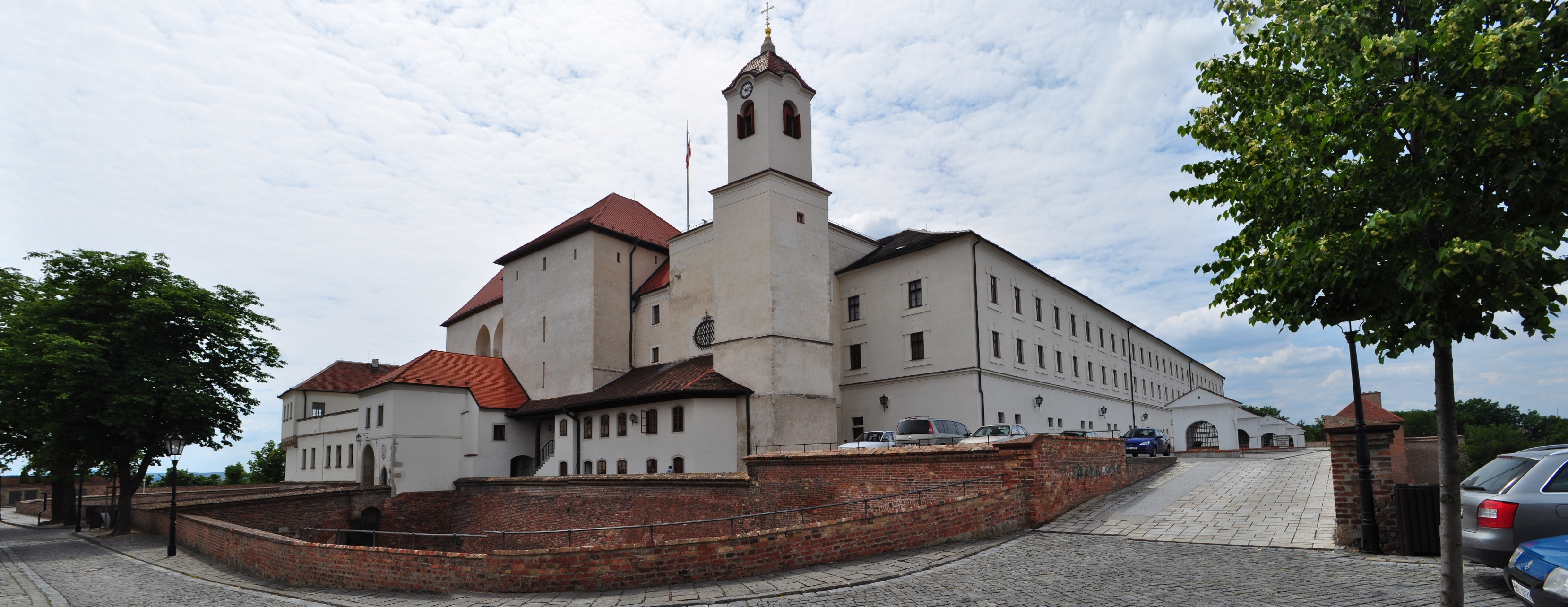
Hrad Špilberk v Brně, bývalé sídlo moravských markrabat

Krystalizační centrum moravského státu a pravděpodobné sídlo prvních Mojmírovců v době tzv. „hrubého křesťanství“, tedy především pro nobilitu, kde hlavní slovo měl pasovský episkopát, se nacházelo nejspíš v lokalitě Valy u Mikulčic. Sídlo jak velkomoravského vládce tak arcibiskupa diecéze moravské v raném středověku se označuje jako Veligrad v místě Starého Města a Uherského Hradiště. 
Nejdůležitějšími centry Moravy vrcholného středověku byly Olomouc, Brno a Znojmo, sídelní města moravských údělů. Po vzniku Moravského markrabství ve 12. století až do poloviny 17. století byla Morava řízena z Olomouce a Brna. Biskupství sídlilo od roku 1063 v Olomouci, která bývá proto považována za kulturní a duchovní metropoli tehdejší Moravy, ale zemský sněm a zemský soud střídavě zasedaly v obou městech, a kvůli tomu byly i pravidelně přemisťovány moravské zemské desky. Za vlády Jana Jindřicha ve 14. století se Brno navíc stalo trvalým sídlem tehdejších vládců Moravy, moravských markrabat, jejichž sídlem byl hrad Špilberk.
Brno bylo hlavním centrem Moravy především za vlády Jošta Moravského. Od 15. století lze mluvit o vyrovnaném významu obou měst, a to až do poloviny 17. století. V roce 1573 byla v Olomouci založena první a na několik dalších století i jediná univerzita na území Moravy (na krátký čas přesunuta do Brna). V roce 1636 došlo ke zřízení královského tribunálu v Brně, významného zeměpanského úřadu s rozsáhlými správními a soudními pravomocemi, který poté na krátkou dobu sídlil i v Olomouci. Do Brna se definitivně přestěhovaly celé zemské desky (předtím přibližně polovina vedena v Olomouci a druhá polovina v Brně) i s královským tribunálem a bylo ukončeno střídavé zasedání zemského sněmu a soudu až na příkaz markraběte a císaře Ferdinanda III. za třicetileté války, konkrétně v letech 1641 až 1642. Navíc roku 1642 se Olomouc po 40 dnech obléhání vzdala Švédům a byla válkou značně zdevastována, a Brno se tak fakticky stalo nedůležitějším městem Moravy.
V roce 1749 byl v Brně založen moravský soudní a politický senát. Soutěž obou měst ovšem stále pokračovala a Olomouc několikrát žádala navrácení svého původního postavení, včetně navrácení královského tribunálu, přestože byl původně zřízen v Brně a v Olomouci sídlil jen krátkou dobu. Např. královna Marie Terezie po úspěšném odražení pruské armády udělila Olomouci formální titul „Královské hlavní město“. Dlouhý spor obou měst o přednostní postavení byl ukončen Josefem II. v roce 1782, kdy panovník přiznal Brnu nárok být definitivně jediným ohniskem politické moci na Moravě. To bylo roku 1849 potvrzeno Moravskou zemskou ústavou. Brno zůstalo hlavní městem země do konce roku 1948, kdy bylo zemské územní uspořádání zrušeno.

#### Města s nejvyšším počtem obyvatel

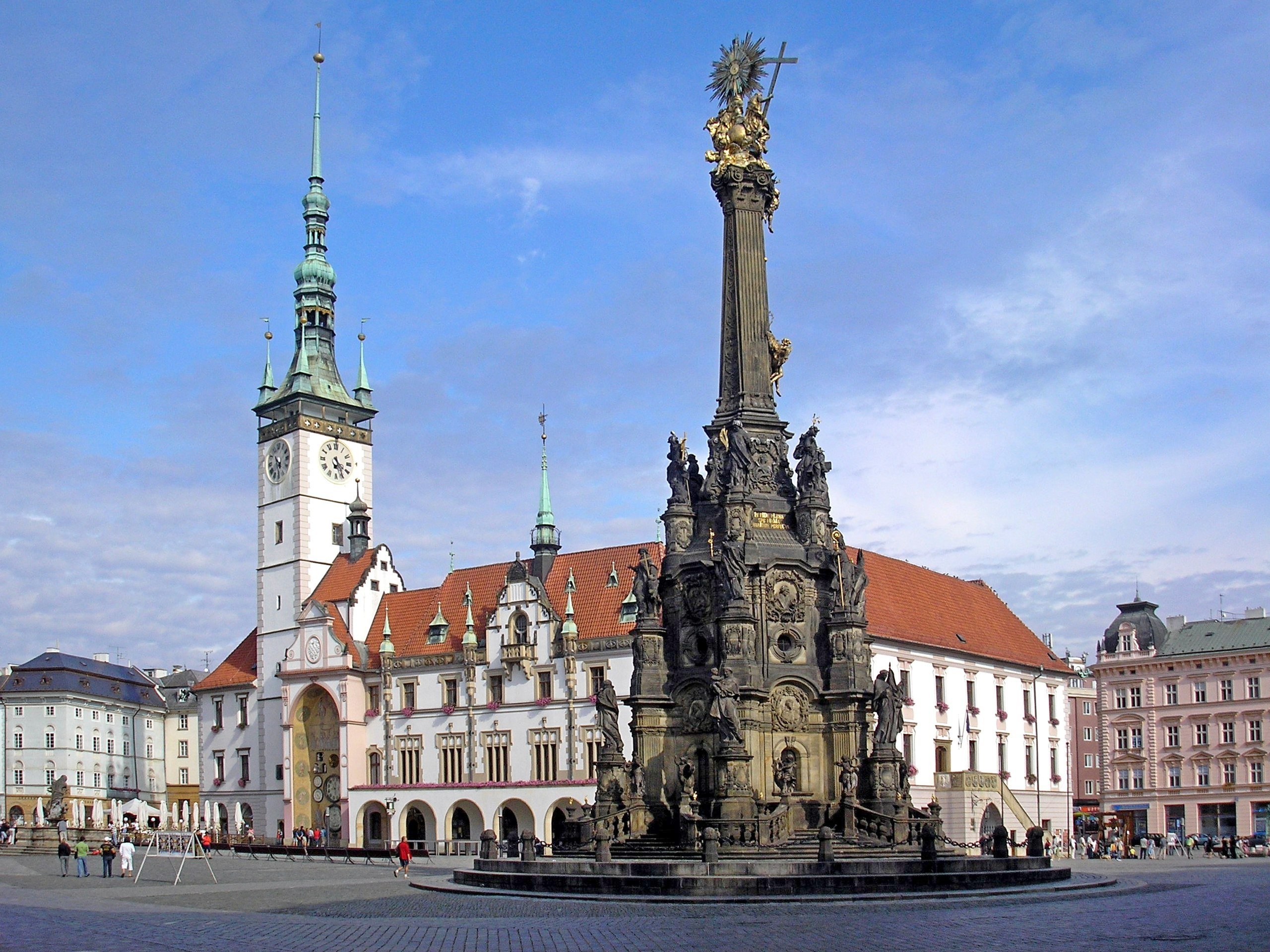
Horní náměstí v Olomouci s radnicí a sloupem Nejsvětější Trojice

Deseti největšími městy Moravy podle počtu obyvatel jsou (podle stavu k 1. 1. 2019):
1. Brno – 380 681
2. Ostrava – 289 128 (rozkládá se po obou stranách historické moravsko-slezské zemské hranice, z toho 177 506 na Moravě v částech Moravská Ostrava a jiné, což je asi 61,4 % obyvatel Ostravy)
3. Olomouc – 100 523
4. Zlín – 74 997
5. Jihlava – 50 845 (původně ležící jen na Moravě, v současnosti se rozkládající po obou stranách historické moravsko-české zemské hranice)
6. Prostějov – 43 680
7. Přerov – 43 186
8. Třebíč – 35 691
9. Znojmo – 33 780
10. Kroměříž – 28 360

#### Jiná významná města
Mezi další historicky významná města patří například Slavkov jako dějiště bitvy u Slavkova, dále Kroměříž zvaná „hanácké Atény“, kde v roce 1848 zasedal ústavodárný říšský sněm a město se stalo na několik měsíců nejvýznamnějším místem rakouské monarchie, Hodonín a Břeclav. Uherské Hradiště je pak centrum Moravského Slovácka s významnou velkomoravskou archeologickou lokalitou. V Novém Jičíně roku 1790 skonal Ernst Gideon von Laudon, jeden z největších vojevůdců 18. století.
V moravských městech je také velké množství významných památek, včetně řady památek světového dědictví UNESCO (Brno, Kroměříž, Olomouc, Telč, Třebíč, Valtice, Žďár nad Sázavou).

### Přírodní podmínky

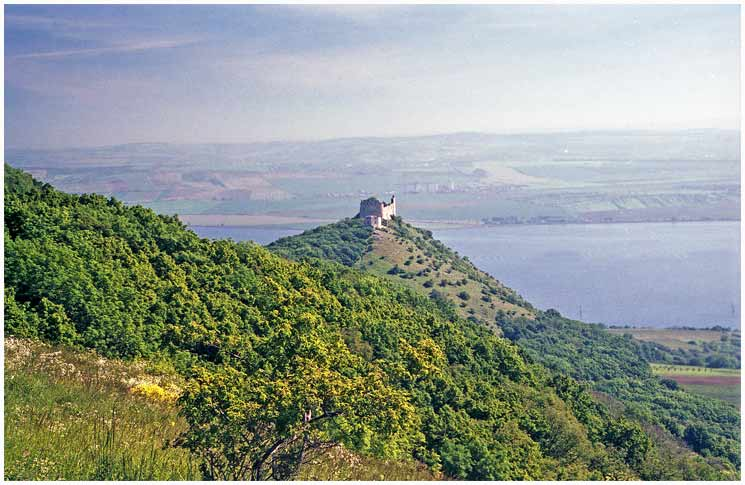
Zbytky hradu Děvičky v Chráněné krajinné oblasti Pálava

Povrch Moravy tvoří z větší části pahorkatiny, vrchoviny a ne příliš vysoká pohoří. Na hranici s Čechami se rozkládá Českomoravská vrchovina. Součástí Českomoravské vrchoviny je i masiv Žďárských vrchů. Východně od Českomoravské vrchoviny se pak nachází Drahanská vrchovina s Moravským krasem. Na severu Moravy a na jihu Slezska se pak rozkládá pohoří Hrubý Jeseník s nejvyššími moravskými horami Pradědem (1492 m n. m.) a Vysokou holí (1465 m n. m.). Jihozápadně od Hrubého Jeseníku se na hranici s Čechami a Kladskem rozkládá Králický Sněžník. Jihovýchodně od Hrubého Jeseníku se zvedá Nízký Jeseník (včetně Oderských vrchů). Na jižní a střední Moravě se pak podél řek rozkládá několik nížinatých úvalů a „bran“, které oddělují výše uvedená pohoří od pohoří na východě Moravy, jimiž jsou Bílé Karpaty, Javorníky, Moravskoslezské Beskydy, Vsetínské vrchy, a západněji položené Chřiby a pahorkatina Ždánický les. Podél toku řeky Moravy, která celou zemí protéká od severu k jihu, leží Hornomoravský úval a Dolnomoravský úval. Na Hornomoravský úval navazuje na severu Moravská brána, na jihu pak Vyškovská brána, s níž na jihu sousedí Dyjsko-svratecký úval. U Mikulova se zvedají Pavlovské vrchy.
Na řece Moravě se nachází i nejnižší bod celé Moravy (148 m n. m.) na soutoku s Dyjí v nejjižnějším výběžku na trojmezí se Slovenskem a Rakouskem (Dolními Rakousy). Většina území Moravy spadá do povodí Dunaje a úmoří Černého moře, část do povodí Odry a tím úmoří Baltu. Nejdelší moravskou řekou je právě Morava (354 km; na území ČR 270 km). K dalším důležitým řekám patří Bečva, Dyje (částečně v Rakousku, resp. Dolních Rakousích), Jevišovka, Jihlava, Odra (částečně ve Slezsku), Oslava, Ostravice (částečně ve Slezsku), Svitava a Svratka (částečně v Čechách).

## Dějiny

### Slovanské osídlení
Nejstarším historicky doloženým etnikem byly keltské kmeny Volků-Tektoságů, vystřídané na přelomu letopočtu germánskými Kvády (pravděpodobně sem zasahoval vliv Marobudovy říše). V 6. století osídlily Moravu slovanské kmeny: Holasici na Opavsku (jejichž existence je ale značně nejistá) a Moravané (poprvé zmiňováni až roku 822, zřejmě se ale jednalo o souhrnný název pro všechny obyvatele jednoho kmene, který si v 8. či 9. století podmanil ostatní slovanské kmeny žijící v tomto regionu), žijící zejména kolem středního a dolního toku řeky Moravy, pravděpodobně až k soutoku s řekou Dunaj.

### Velkomoravská epocha

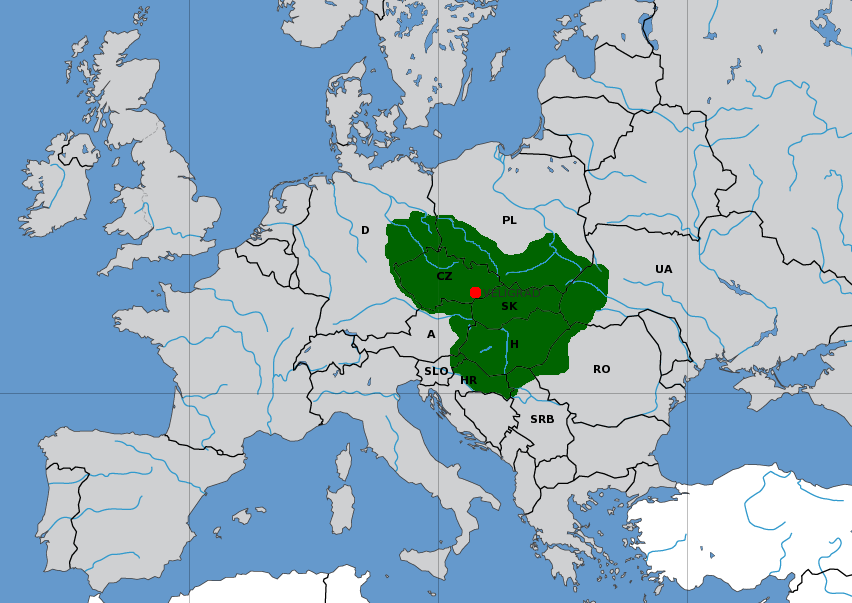
Přibližný teritoriální rozsah Velké Moravy v době jejího největšího územního rozmachu

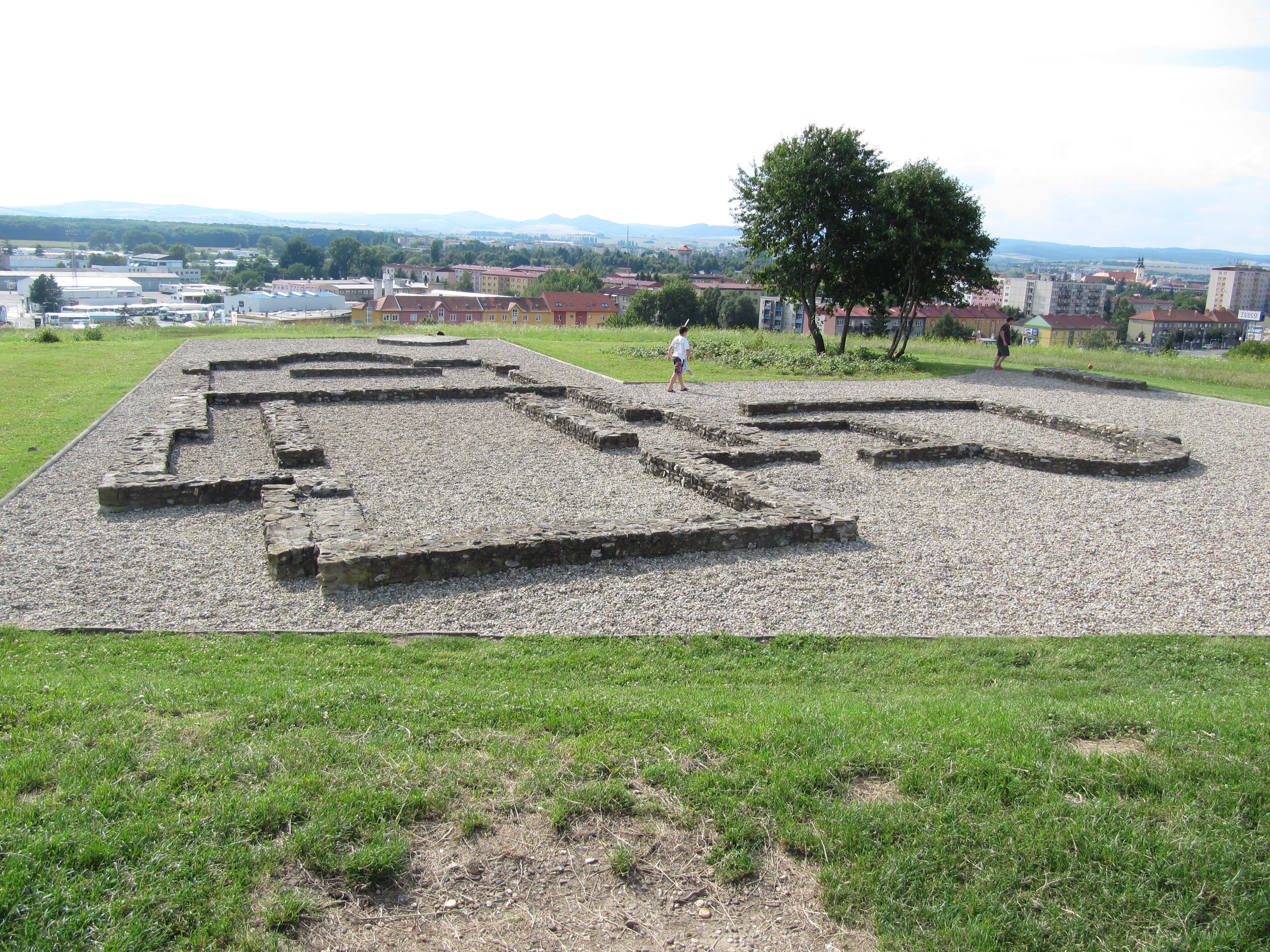
Velkomoravská archeologická lokalita v Sadech v Uherském Hradišti

V 7. století tvořila Morava součást Sámovy říše, která vznikla sjednocením slovanských kmenů v boji proti Avarům. V první čtvrtině 9. století se v dolnomoravských úvalech začal formovat raně-středověký politický útvar. Jeho knížata, v novověku nazvaná Mojmírovci, připojila r. 833 k sídelnímu jádru i zemi na druhé straně Karpat – Nitranské knížectví (jihozápadní Slovensko), a Morava se tak stala centrem prvního raně feudálního státu na území dnešního Česka – Velkomoravské říše.
Mezi Velkomoravskou říší a Byzancí byla v roce 863 uzavřena dohoda. Císař Michael III. vyšel vstříc žádosti knížete Rostislava a vyslal na Moravu misii vedenou „soluňskými bratry“ Konstantinem a Metodějem. Jejich zásluhou se Velkomoravská říše stala kolébkou slovanské vzdělanosti a začala se tu šířit východní větev křesťanství. Druhý z věrozvěstů se o něco později stal prvním moravsko-panonským arcibiskupem.
Velká Morava byla politicky a vojensky silným středoevropským státem s mocnými panovníky v čele (nejslavnějším byl Svatopluk) a na svou dobu udivující hmotnou kulturou. Prameny se mimo jiné zmiňují o velikosti a výstavnosti Svatoplukova města (neznámého jménem, snad Veligrad) a bohatství jeho země. Přesto nakonec říše, oslabená vnitřními dynastickými rozpory, nevydržela trvalý tlak Franků a zejména nájezdy nového protivníka z východu: kočovných Maďarů.
Po zániku říše v letech 906/907 existuje pro následující století jen minimum písemných zpráv. Je pravděpodobné, že teritorium nynější Moravy se dostalo pod vliv Uher popř. Polska, přičemž zbytky původní světské a církevní správy byly patrně zachovány.

### Středověk

#### Pod vládou Přemyslovců (10.–14. století)

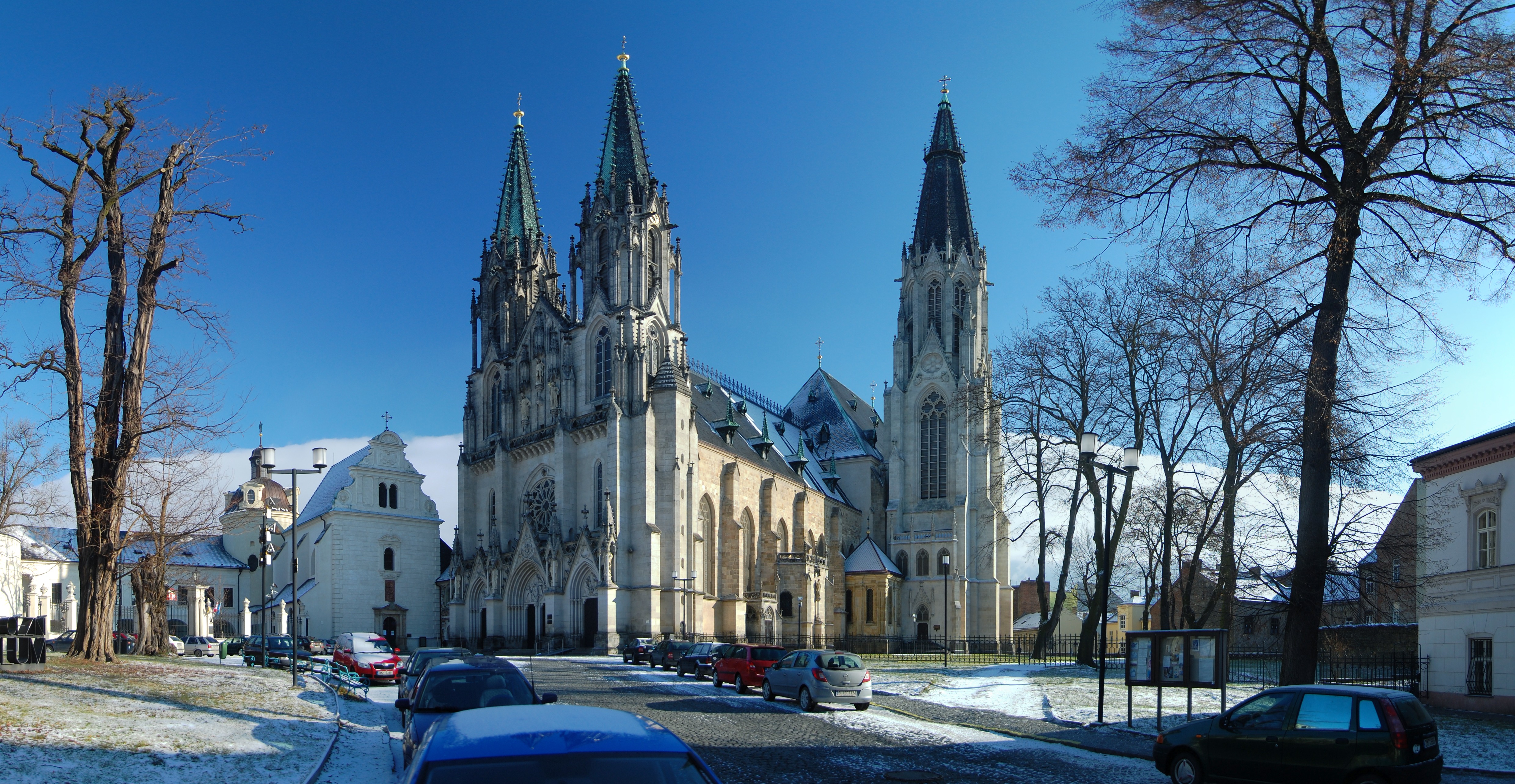
Dóm svatého Václava v Olomouci

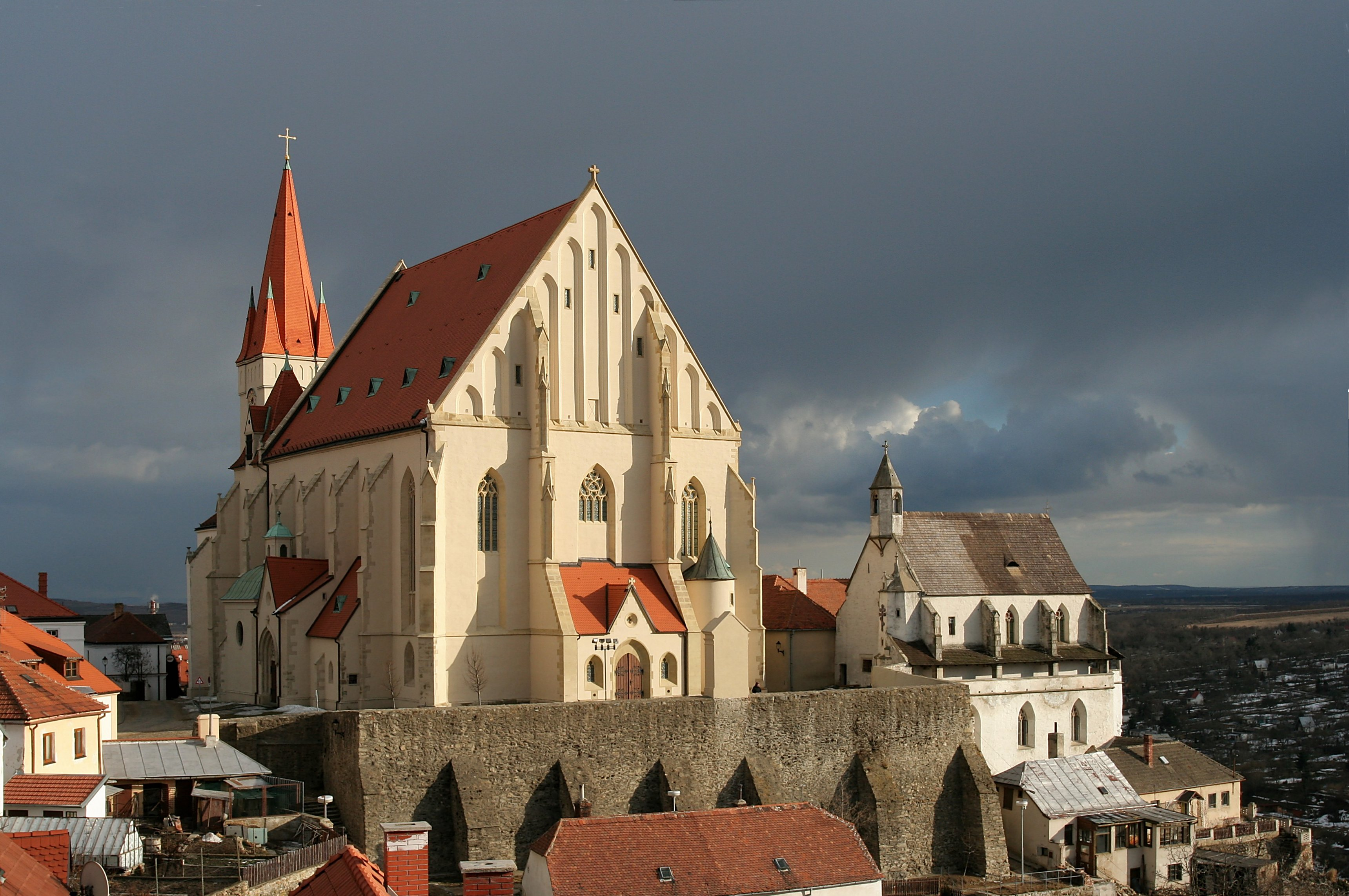
Město Znojmo, kdysi jedno z nejvýznamnějších sídel Moravy

Teprve až po několikanásobné porážce Uhrů v letech 955 a 965 získal severní polovinu Moravy postupně pod své panství český kníže Boleslav I. Hranice Moravy byly v této době značně odlišné od jejich současného průběhu. Na jihu, který Přemyslovci v této době ale patrně neovládli, zasahovala hranice slovanského osídlení jižněji, téměř až k Dunaji; na východě vedla po západním úpatí Bílých Karpat. Severní hranice nebyla dlouho zřejmá, probíhala zhruba hlubokými hvozdy na dnešním jižním pomezí Opavska.
Roku 1003 se zmocnila celé Moravy polská vojska Boleslava Chrabrého. Do kdy Polsko Moravu podrželo není přesně známo – její opětovné ovládnutí (až po Bílé Karpaty) Přemyslovcem Oldřichem se klade do roku 1019 nebo do r. 1029. Ještě na přelomu 11. a 12. století však patřila část Moravy v okolí Uherského Hradiště, Uherského Brodu a Strážnice k Uhrám. Oldřich dal zemi do správy svému synu Břetislavovi I.
Břetislav I. založil či obnovil řadu hradů, z nichž tři – Olomouc, Brno a Znojmo – se později rozrostly v důležitá města. Tyto hrady také na samém sklonku svého života (1055) ustanovil centry nových správních oblastí, údělů, ve kterých vládli mladší synové pražských knížat (později, zejména v brněnském a znojemském údělu, samostatné boční linie Přemyslovců). Břetislav také stál u počátků moravského mincovnictví – ještě za života svého otce začal na Olomouckém hradě razit denáry a založil zde nejstarší mincovnu na Moravě. I tato skutečnost podtrhla přednostní postavení Olomouce vůči ostatním údělům.
Nástupce Břetislavův na pražském stolci, nejstarší syn Spytihněv II., se rozhodl Moravu uspořádat jinak. Sesadil všechny tři své bratry/údělníky (olomoucký Vratislav – pozdější král Vratislav II. – musel dokonce uprchnout do Uher), dosazené Břetislavem; uvěznil 300 moravských předáků, vyvlastnil jejich majetek („koně i jejich zbroj“) a na jejich místa dosadil své lidi z Čech. Po jeho smrti však nový kníže Vratislav II. systém údělů opět obnovil (tzv. druhé dělení Moravy), a ty pak existovaly až do sjednocení země v r. 1182.
Zvláštní postavení mělo v rámci Moravy olomoucké biskupství, založené Vratislavem roku 1063. Olomoucký biskup býval (na rozdíl od pražského) doslova pravou rukou knížat a králů českých, mocným činitelem v zemi (jediná skutečná lenní soustava v našich zemích vznikla právě na statcích a panstvích biskupů z Olomouce).

##### Vznik Moravského markrabství
Na konci 12. století moravské úděly sjednotil během krize uvnitř přemyslovského rodu pozdější český kníže Konrád II. Ota, sjednocení země dokončil markrabě Jindřich Břetislav a tak vzniklo Moravské markrabství. Po bitvě u Loděnice na Moravskokrumlovsku si Konrád II. Ota knínskou dohodou s knížetem Bedřichem podržel markraběcí titul a zároveň uznal vrchní autoritu českého knížete. Poté, co se sám stal českým knížetem, přestal markraběcí titul užívat, v jedné z listin se dokonce představil jako „kníže Čechů, kdysi markrabě moravský“ (Boemorum dux, quondam marchio Morauie), čímž dal najevo, že hodnost českého knížete v sobě zahrnuje i panování na Moravě. Morava jako jednotná země nicméně nezanikla, její vztahy k Čechám však byly formálně neujasněné až do roku 1348, kdy český král Karel z Moravy učinil léno českého krále.
Mongolský vpád na Moravu, který se uskutečnil roku 1241 za vlády krále Václava I., zpustošil Opavsko a jablunkovským průsmykem se přehnal do Uher. Moravu plenili také kočovní Kumáni, kteří bojovali v uherském vojsku.
Počínaje rokem 1269 se začalo z Moravy vydělovat Opavské knížectví vytvořené Přemyslem Otakarem II. pro jeho nemanželského syna, knížete Mikuláše.
Markrabství mělo počátkem 14. století své zemské úředníky, z nichž nejstarším a nejpřednějším byl zemský hejtman (poprvé se uvádí v roce 1298). Zemská obec, reprezentovaná sněmem, se začala na Moravě formovat až v průběhu 14. století. Morava se postupně od vývoje Čech odlišila i tím, že zde déle vydržel institut krajských soudů (tzv. cúd).

#### V rámci zemí Koruny svatováclavské (14.–15. století)

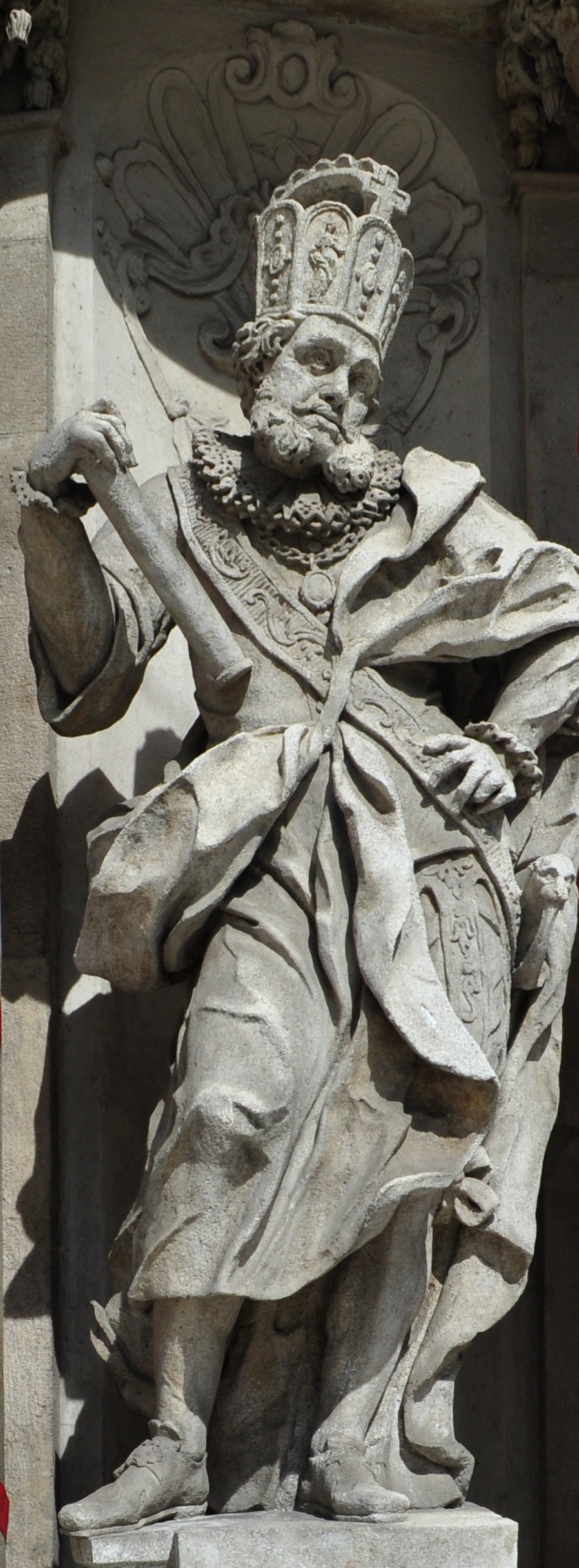
Moravský markrabě a římsko-německý král Jošt Moravský

Kostel sv. Tomáše v Brně, jedno z významných pohřebišť moravských markrabat

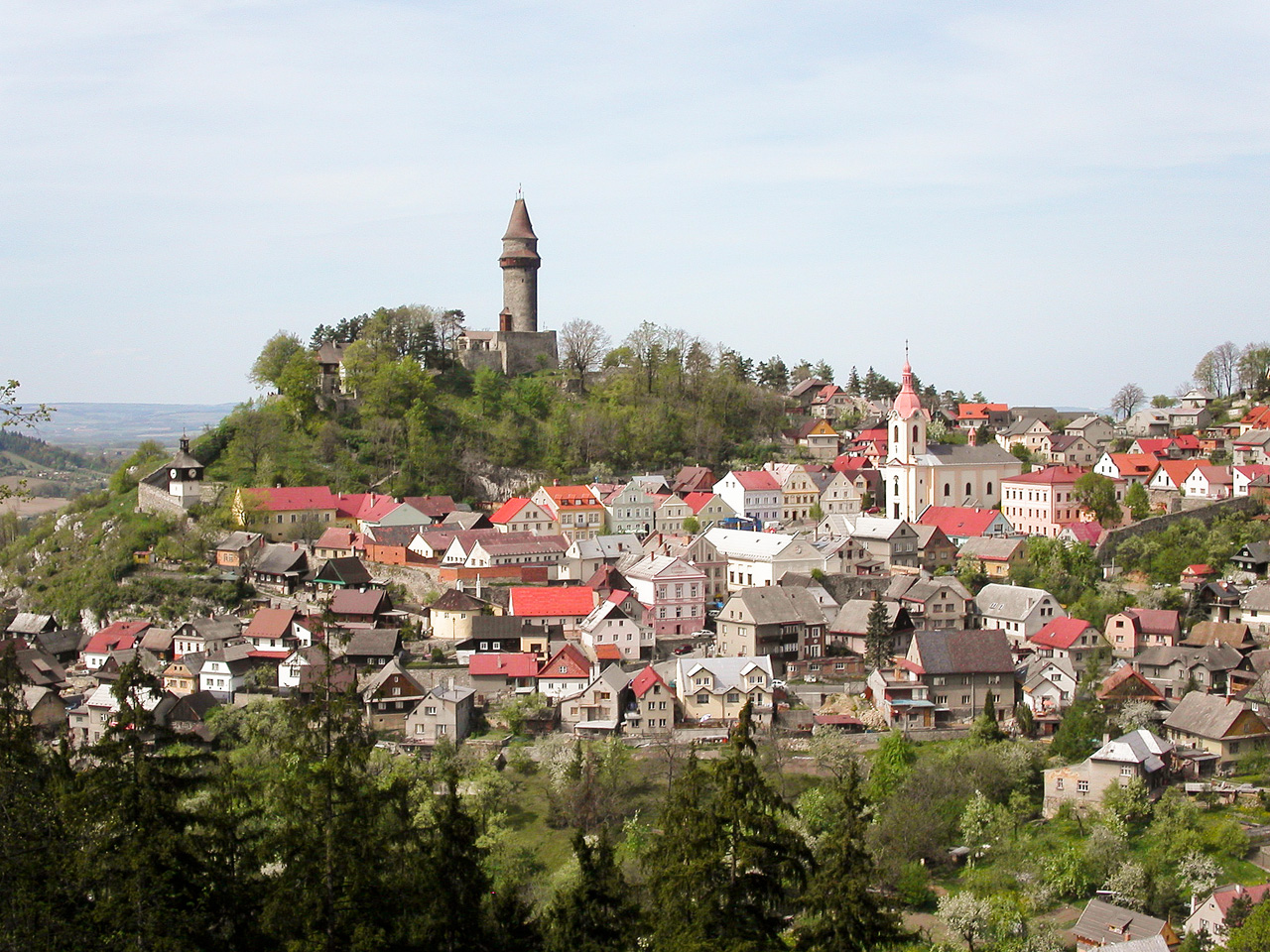
Štramberk, občas označovaný za „Moravský Betlém“

Jan Lucemburský, nový markrabě Moravy a král Čech, byl nucen vydat moravské a české šlechtě tzv. inaugurační diplomy neboli volební kapitulace (pro Moravu byl diplom vydán v červnu 1311, půl roku po tom českém), v nichž potvrdil všem knížatům království našeho českého a Moravě jejich požadavky (byť v okleštěné podobě) – mimo jiné že „...nikdy nesvěříme nikomu jinému než Moravanu na Moravě nějaký úřad, spojený s důchody...“; dále, že zemskou berni bude král vybírat jen ve zvláštních případech a že nebude šlechtu nutit k vojenským tažením za hranice země (tj. šlechtici měli pouze povinnost zemské hotovosti). Tyto listiny upevnily politickou samosprávu Moravy ve středověku. S Čechami spojovala Moravu osoba společného panovníka a jeho úřady (rada, kancelář), generální sněmy, společné obyvatelské právo šlechty (inkolát – šlechta moravská i česká v něm měly přednost před šlechtou z ostatních zemí Koruny), povinnost společné obrany, jednotná církevní organizace (olomoucký a litomyšlský biskup podléhali pražskému arcibiskupovi), některé soudní instituce (mincmistrovský, komorní, dvorský a později i apelační soud) a částečně i městské právo. Kromě toho měly obě země jednoho společného zemského úředníka: nejvyšší maršálek, 3. nejdůležitější úředník v Čechách, byl zároveň i 2. úředníkem na Moravě.
V roce 1348 český král a římský císař Karel IV. učinil konec nejasnému vztahu Moravy k Čechám a v rámci utvoření soustátí zemí Koruny české učinil Moravu lénem českého krále, Morava nadále neměla být zcizována z moci českých králů. Markraběti patřila vláda nad částí Moravy (hlavně na jihu), druhou část země ovládal biskup olomoucký[zdroj?]. (Opavský vévoda pak byl z Moravy vydělen a měl dokonce, na rozdíl od markraběte[zdroj?], i právo horního a mincovního regálu.) Karel též zreformoval moravské soudnictví a do Brna a Olomouce byly převedeny zemské desky (zemský sněm střídavě zasedal v obou městech). Na přelomu 14. a 15. století probíhaly markraběcí války mezi bratry Joštem a Prokopem, které zemi dosti zpustošily. Na druhou stranu vláda markrabat Karla, Jana Jindřicha a Jošta bývá též označována za období velkého rozkvětu Moravského markrabství, Jošt se krátce před svojí smrtí dokonce stal králem Svaté říše římské (stejně jako jeho strýc Karel IV.). V 15. století Moravu nezasáhly příliš významně husitské války (moravská šlechta sice nejprve na čáslavském sněmu souhlasila s husitským programem, ale později se ho většina pánů zřekla a přijala v listopadu 1421 Zikmunda Lucemburského za krále), země se však po jejich skončení rozdělila nábožensky stejně jako Čechy.
Jiří z Poděbrad vydal 13. ledna 1464 „na poníženou prosbu baronů, šlechticů a obyvatel tohoto markrabství“ slavnostní listinu, kterou proklamoval nerozlučitelné spojení Čech a Moravy jako dvou rovnoprávných zemí. Markrabství přestalo být chápáno jako české léno a nemělo být už nikdy nikomu postoupeno. V důsledku válek s Matyášem Korvínem a následného chaosu a rozdělené vlády v zemích Koruny české (Morava v letech 1469/1471–1490 spadala, spolu se Slezskem a obojí Lužicí, pod vládu uherského krále Matyáše Korvína) však listina nebyla fakticky naplněna.

### Raný novověk

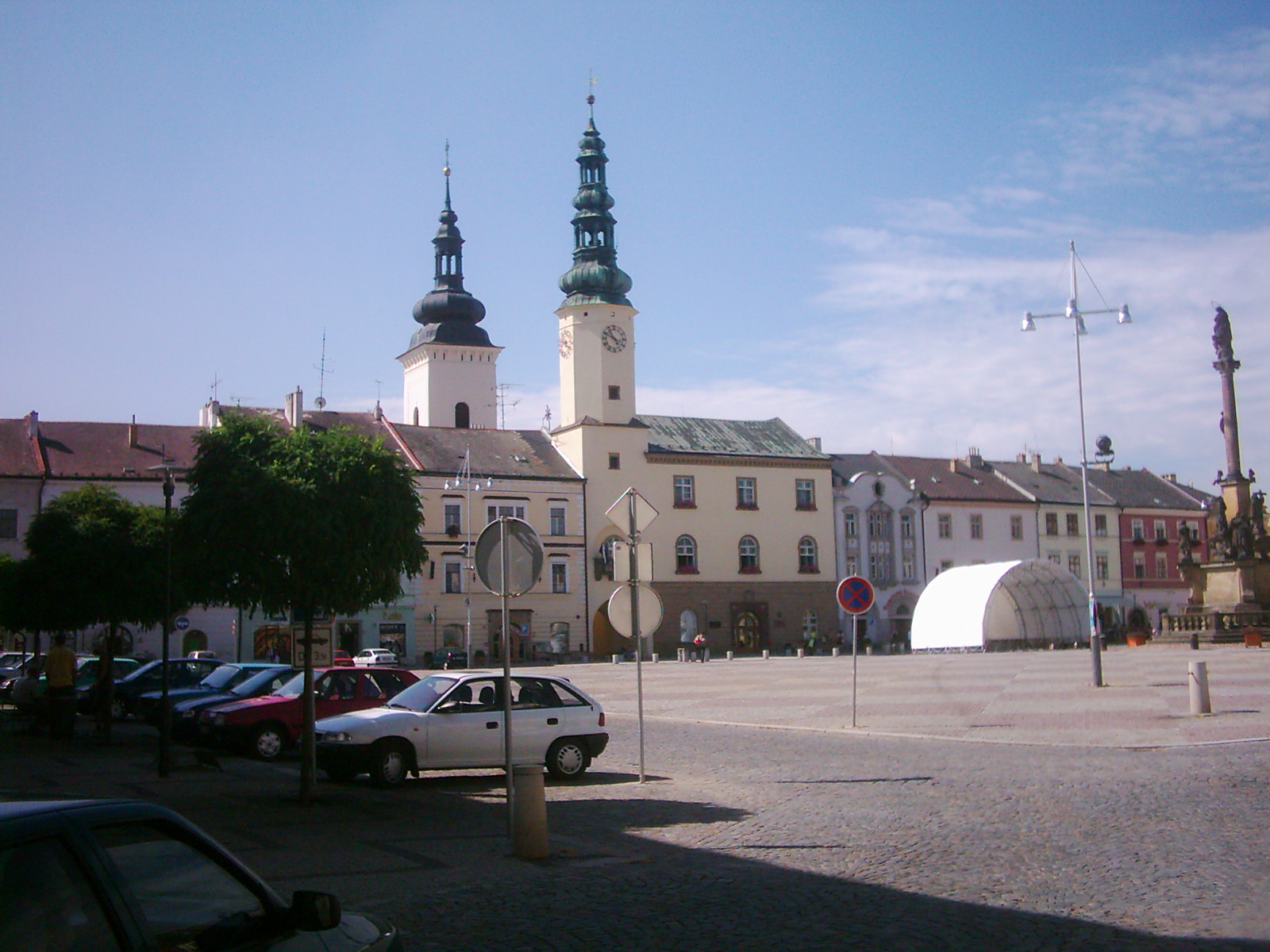
Památková rezervace v Moravské Třebové

V roce 1535 bylo vydáno Zřízení zemské markrabství moravského a vznikly tak kraje novojičínský, olomoucký, brněnský a hradišťský.[zdroj?]
V 16. století byl nejvyšším zemským orgánem moravský zemský sněm, který měl právo povolovat berně, měl samostatnou moc pokud šlo o zemská práva a zemské zákonodárství a střežil moravské svobody. V čele země stál královský zemský hejtman s dalšími úředníky. V zahraničí byla Morava chápána téměř jako samostatná stavovská republika.
Morava byla v 16. století v přístupu k ostatním náboženstvím tolerantnější než Čechy a to na jih země přivedlo několik specifických etnických a náboženských skupin, které rozvinuly své komunity. Vedle členů Jednoty bratrské to byli ze západní Evropy vyhnaní novokřtěnci (tzv. Habáni) a početná židovská diaspora s centrem v Mikulově.
Počátkem 17. století z iniciativy Karla st. ze Žerotína se Moravané poprvé a naposledy odtrhli a dočasně se odklonili nikoliv od Koruny, ale od krále (markrabího) Rudolfa II., a vznikla konfederace Moravy, Uher a Rakous, v jejímž čele stál uherský král Matyáš Habsburský přijatý v roce 1608 za moravského markrabího. Matyáš tehdy přiznal moravským stavům právo zákonodárné, a to i bez souhlasu panovníka-markrabího, dále právo zemského sněmu vypovídat válku a uzavírat mír a bránit zemské zřízení i zbraní, kdyby je panovník porušoval. Tato iniciativa byla výsledkem rozhořčení nad postupem českých stavů a jejich postojem v minulosti k Moravě. Morava vedená Karlem starším ze Žerotína a Františkem z Ditrichštejna se nejprve odmítla připojit k českému stavovskému povstání. Spojila se s ním až v roce 1619, kdy v zemi proběhl s pomocí českého stavovského vojska převrat.
Bitvy na Bílé hoře se v roce 1620 zúčastnilo na čtyři tisíce mužů moravského vojska (přesněji řečeno, šlo o žoldnéře z německých zemí najaté za peníze moravských stavů), které vedl Jindřich z Thurnu mladší a Jindřich Šlik.

#### Pobělohorské období

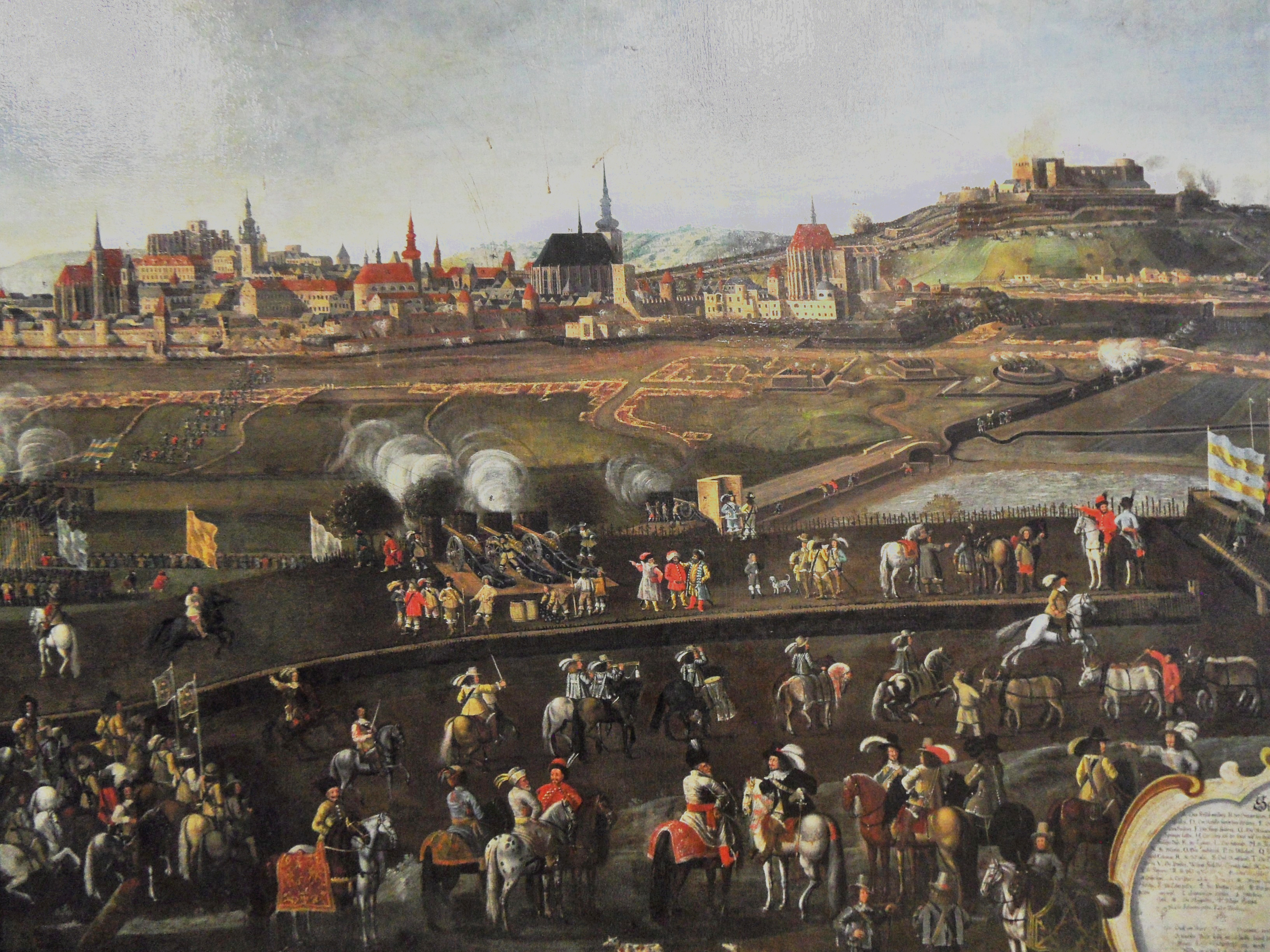
Obléhání Brna Švédy v roce 1645

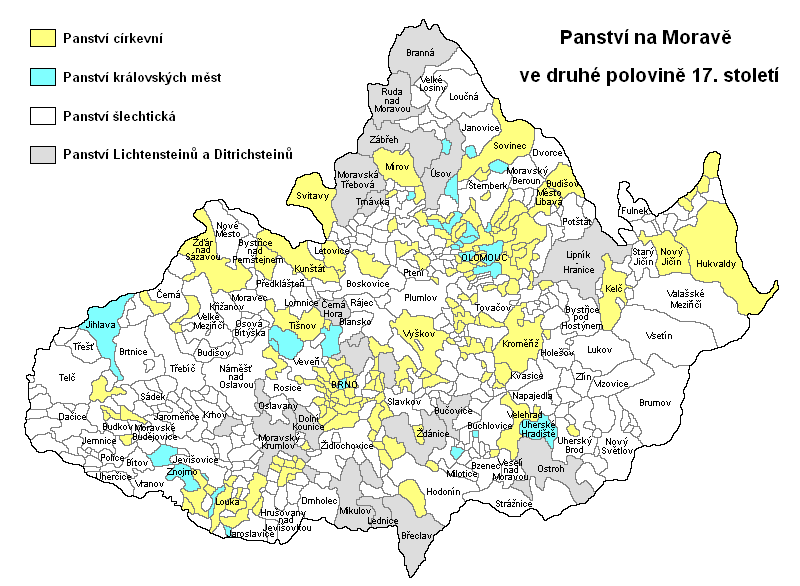
Panství na Moravě ve druhé polovině 17. století

V době pobělohorské bylo v roce 1628 vydáno na sněmu ve Znojmě Obnovené zřízení zemské pro Moravu, jež zůstalo, s drobnými úpravami, v platnosti až do r. 1848 a zabezpečovalo Habsburkům dědičné právo na zemi. Znamenalo tehdy konec stavovských svobod a na tehdejší dobu značné náboženské tolerance. V rámci nastupujícího absolutismu Ferdinand II. také zřídil nový úřad – moravský královský tribunál – kterým nahradil dosavadní instituci zemského hejtmana (jakožto jednotlivce). Tribunál, ustanovený v prosinci r. 1636, sídlil zpočátku v Olomouci, ale r. 1642 byl (spolu se zemskými deskami a soudem) přemístěn do Brna, které se tak stalo hlavním městem Moravy.
Během třicetileté války v letech 1642–1650 byla Morava okupována švédskými vojsky. V roce 1663 podnikli krymští Tataři společně s Osmanskými Turky několik ničivých vpádů na Moravu, při kterých bylo odvlečeno do otroctví na 12 000 lidí, především mladých dívek a dětí. „Čoskoro sa začalo ohavné neslýchané prznenie a znásilňovanie žien a panien,“ napsal očitý svědek, evangelický farář Štefan Pilárik, o ženách, které unesli Tataři. Východní Moravu postihly vpády uherských rebelů, kteří se zúčastnili protihabsburských stavovských povstání v Uhrách.
Územně-správní reforma Karla VI. z roku 1714 ustanovila (už stálé) kraje: Brněnský, Jihlavský, Znojemský, Olomoucký, Přerovský a Hradišťský.
V souvislosti s pronikavými reformami Marie Terezie (zřízení tzv. Directoria in publicis et cameralibus) přestalo roce 1749 moravské markrabství (jakož i ostatní země Koruny české) de facto existovat. Ztratilo i to málo pravomocí, které v pobělohorském období vídeňský dvůr zemi byl ochoten ponechat. V roce 1763 sice panovnice nespokojeným stavům částečně ustoupila (ustavením moravského zemského gubernia v čele se zemským hejtmanem, který se stal zároveň předsedou zemských sněmů a zemského výboru), ovšem zemským úředníkům byly (na rozdíl od úředníků, dosazovaných z centra do všech nižších a středních úřadů a do značné části úřadů zemských) jejich pravomoci stále oklešťovány. Radikální Josef II. pak zemské úřady proměnil v čistě zeměpanské úřady a zemští (stavovští) úředníci měli pouze čestné funkce.
Roku 1758, za sedmileté války, znovu vpadl na Moravu pruský král Fridrich II., ovšem kvůli potížím se zásobováním, úspěšné obraně Olomouce a prohrané bitvě u Domašova byl nucen se bez úspěchu stáhnout. Po této zkušenosti bylo rozhodnuto vybudovat z Olomouce nedobytnou pevnost, která měla chránit severní hranici monarchie.
Roku 1777 bylo olomoucké biskupství povýšeno na arcibiskupství, v Brně bylo zřízeno nové biskupství, namísto proponovaného biskupství v Opavě pak byl zřízen generální vikariát. V letech 1782–1783 Josef II. sloučil státní správu Moravy a Rakouského Slezska v Zemi moravskoslezskou, spravovanou moravskoslezským guberniem se sídlem v Brně, přičemž stavovské instituce obou zemí zůstaly zachovány. I nadále byla Morava rozčleněna na 6 krajů. Josef II. zároveň roku 1783 začlenil území tzv. moravských enkláv ve Slezsku pod Opavský kraj, který byl jedním ze slezských krajů. I nadále však byla tato území spravována dle moravských zákonů.
Císař Leopold II. svým reskriptem v roce 1790 svolal a obnovil zemský sněm Moravského markrabství (čímž vlastně rušil předchozí reformy svého bratra). Sněmu předsedal sněmovní direktor a moravskoslezský gubernátor. Moravskému zemskému sněmu byla navrácena moc zákonodárná a vládní, zatímco moc výkonnou si podržely zeměpanské úřady panovníka.

### Novověk

#### V letech 1850–1918

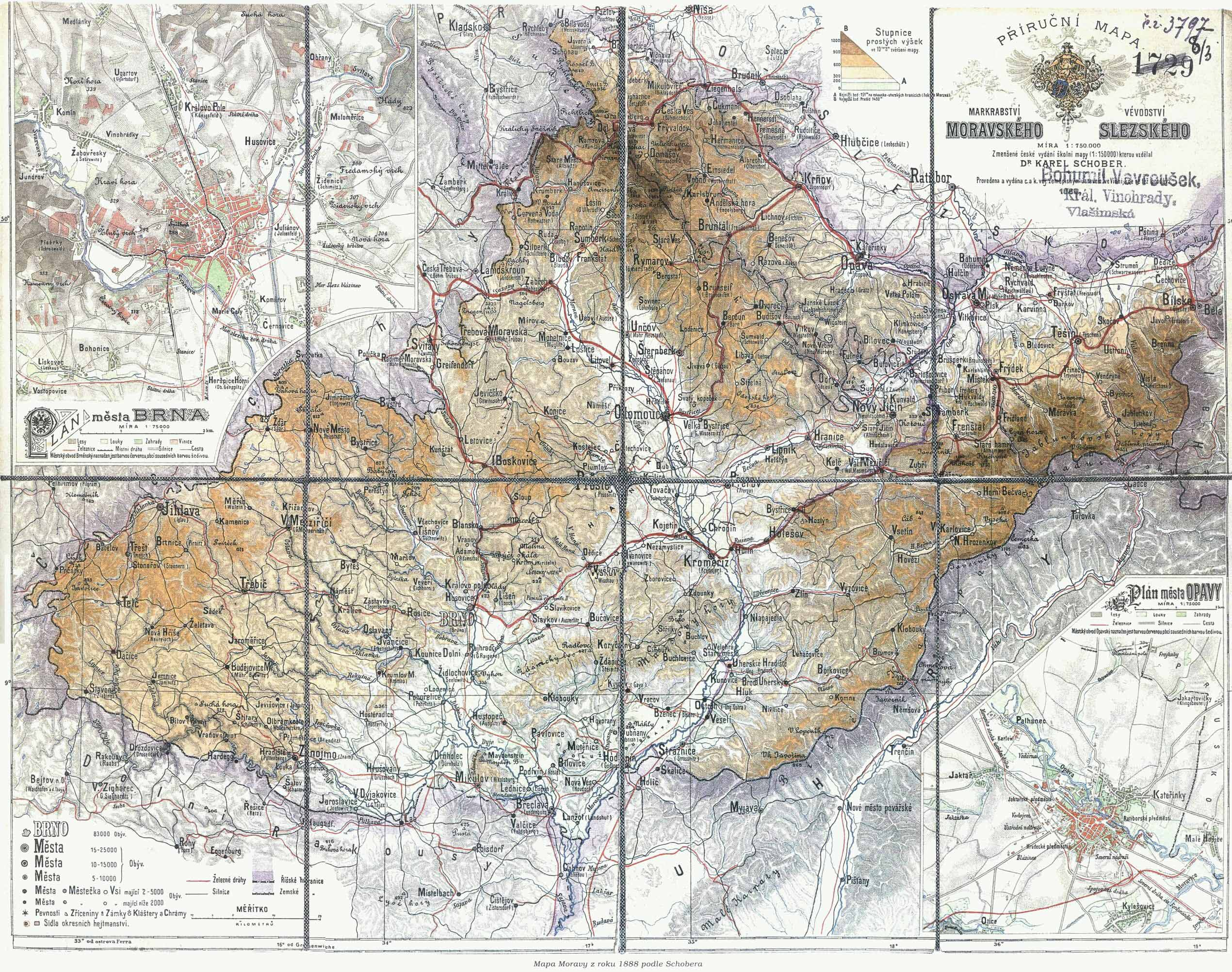
Schoberova mapa Moravy a Slezska z roku 1888

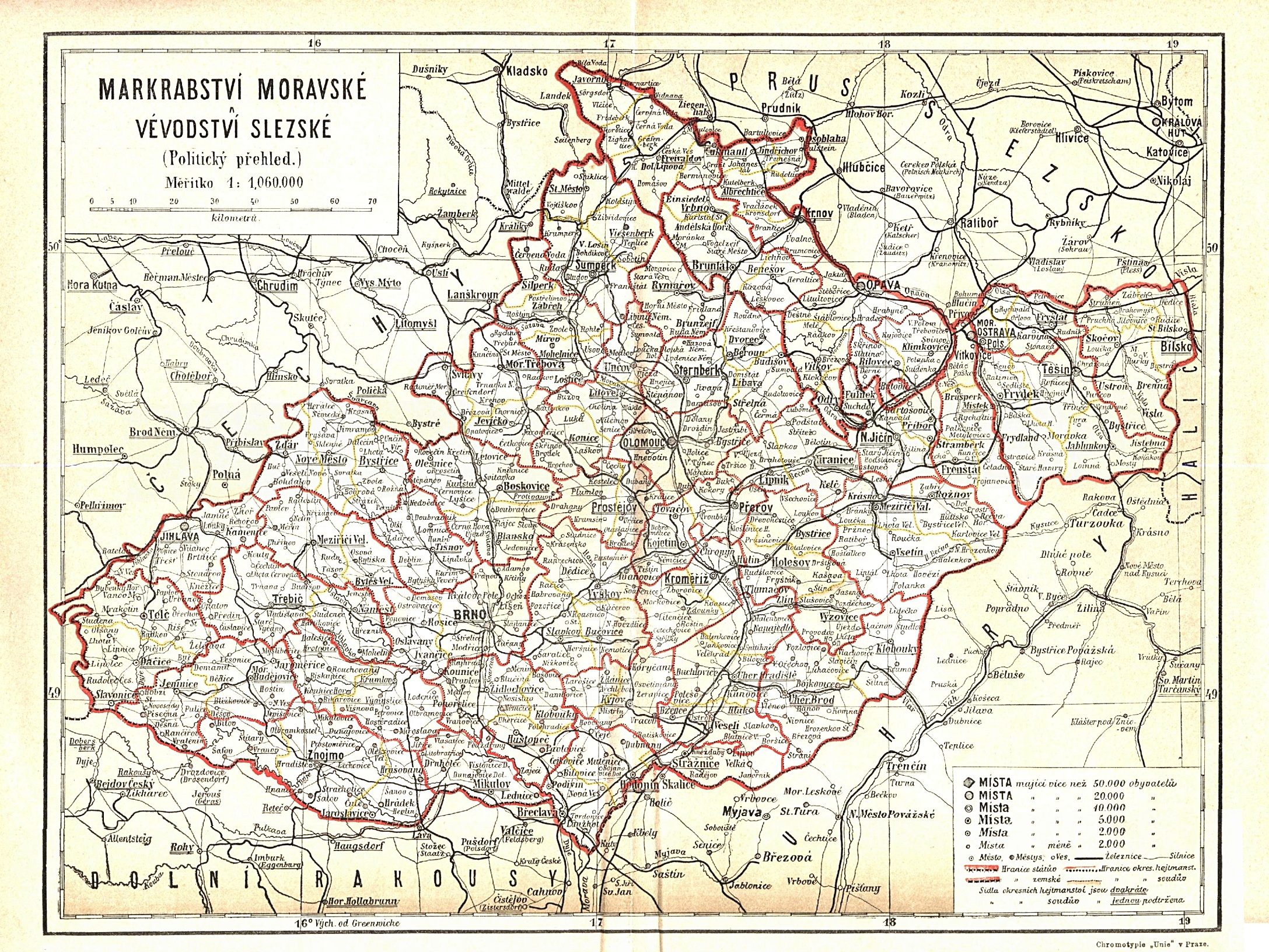
Mapa administrativního členění Moravy a Slezska z roku 1897

K 1. lednu 1850 bylo zrušeno moravskoslezské gubernium a Morava se Slezskem byly opět plně samostatnými korunními zeměmi. Zároveň došlo ke vzniku dvou zemských místodržitelství: moravského a slezského. V rámci centralizace se Moravské markrabství podobně jako jiné země mocnářství stalo korunní zemí mocnáře a provincií Rakouského císařství. V letech 1867 až 1918 země Koruny české spadaly pod tzv. Předlitavsko v rámci Rakouska-Uherska.
Území stávajících moravských enkláv ve Slezsku nadále tvořilo (až do roku 1928) specifické správní území. Na jedné straně bylo spravováno slezskými orgány v rámci nově vzniklých slezských okresů, avšak platily zde moravské zemské zákony, daně odtud byly odváděné na Moravu a rovněž se jednalo o jeden z moravských volebních okresů. V rámci správní reformy vznikly na Moravě dva kraje (Brněnský s dvanácti okresy a statutárním městem Brnem a Olomoucký s třinácti okresy a statutárním městem Olomoucí).
V rozsáhlých okresech existovaly expozitury okresních hejtmanství. Byly to následující: Břeclav – expozitura okresního hejtmanství v Hustopečích; Moravské Budějovice – expozitura okresního hejtmanství ve Znojmě; Staré Město – expozitura okresního hejtmanství v Šumperku; Moravská Ostrava – expozitura okresního hejtmanství v Místku; Strážnice – expozitura okresního hejtmanství v Uherském Hradišti).
V únoru 1861 byla přijata tzv. Únorová ústava, která obsahovala soubor zemských zřízení. Působnost nového Zemského sněmu Moravského markrabství a Moravského zemského výboru byla taxativně vymezena v oblasti zákonodárné a správní moci. V čele zemského výboru stál opět moravský zemský hejtman. Výbor měl výkonnou a samosprávnou funkci. Zemský místodržitel nebyl však odpovědný zemskému sněmu. V této době byly kraje zrušeny a nahradilo je 76 „smíšených“ okresů a dvě statutární města, Brno a Olomouc.
V roce 1865 v rámci programu federalizace Rakouského císařství byla Únorová ústava zrušena a vídeňská vláda zahájila přímé jednání se zemskými sněmy včetně sněmu Moravského markrabství. Dva roky poté byla přijata nová Prosincová ústava nesená liberálním duchem, ale bez federalistického pojetí. Moravský zemský sněm v čele se zemským hejtmanem měl 151 poslanců. Moravský zemský výbor, jemuž nadále předsedal zemský hejtman, se ve svých referátech staral o zemskou správu, zemský majetek a podniky, zemědělství, živnosti a průmysl, zdravotnictví, bezpečnost, vojenské záležitosti v zemi, vzdělání, vědu, literaturu a umění, veřejné stavby, dopravu a zemské daně. O další tři roky později došlo opět k reformě okresů; jejich počet se snížil na 30 a doplnilo je 6 statutárních měst (Brno, Olomouc, Jihlava, Znojmo, Uherské Hradiště a Kroměříž). Do roku 1908 vznikly další 4 okresy. Toto uspořádání platilo s malými změnami ještě v První Československé republice až do roku 1928.
Území okresů se dále členilo na soudní okresy. Některé z nich byly rozděleny mezi dva i více politických okresů. Správu smíšených a později politických okresů řídila okresní hejtmanství v čele s hejtmanem.

#### V letech 1918–1939

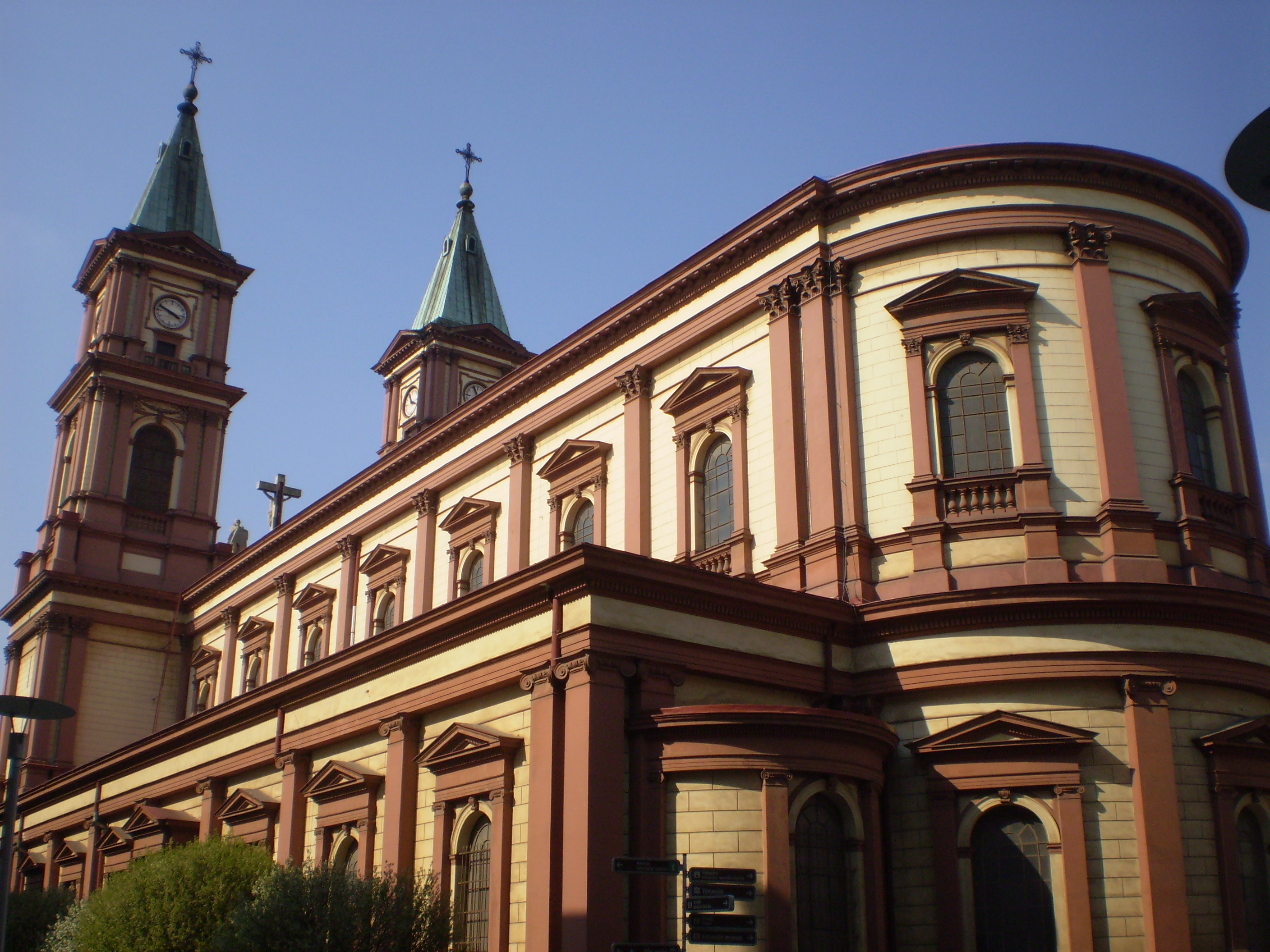
Katedrála Božského Spasitele v Ostravě

Roku 1918 se Morava jako země Moravská stala součástí Československa, přičemž 29. a 30. října vyhlásili němečtí poslanci v pohraničí autonomní celky požadující nezávislost na Československu a připojení k Německému Rakousku. Na území Moravy zasahovaly tyto celky:
- Sudetsko (Sudetenland), severovýchod Čech včetně Orlických hor, severozápad Moravy a západ Českého Slezska, s centrem v Opavě
- Německá jižní Morava (Deutschsüdmähren), jih Moravy s centrem ve Znojmě – představitelé tohoto celku deklarovali spojitost s Dolními Rakousy

Československo obnovilo územní integritu s těmito celky bleskovou vojenskou akcí, při níž byly během prosince 1918 prakticky bez odporu obsazeny a přestaly existovat.
Se vznikem Československa zanikla podle ústavy Československé republiky autonomie Moravy a byl zrušen zemský sněm, Moravě však zůstaly zemské zákony. Tatáž ústava také předpokládala nové administrativní členění státu na menší župy, které by nahradily stávající členění na země. Župy pak zřídil zákon č. 126/1920 Sb. „o zřízení župních a okresních úřadů v republice Československé“ ze dne 29. února 1920. V případě Moravy jejich hranice nerespektovaly stávající hranici Moravy a Slezska, zatímco moravská hranice s Čechami i Slovenskem měla být nadále respektována. Župní zřízení však lidová strana (silná hlavně na Moravě) a zejména národní demokracie odmítaly a také v jiných stranách byli jejich moravští poslanci (na rozdíl od slezských a slovenských) proti tomuto uspořádání. Místní tisk poukazoval na to, že by Morava jako historický útvar se staletou tradicí zanikla.

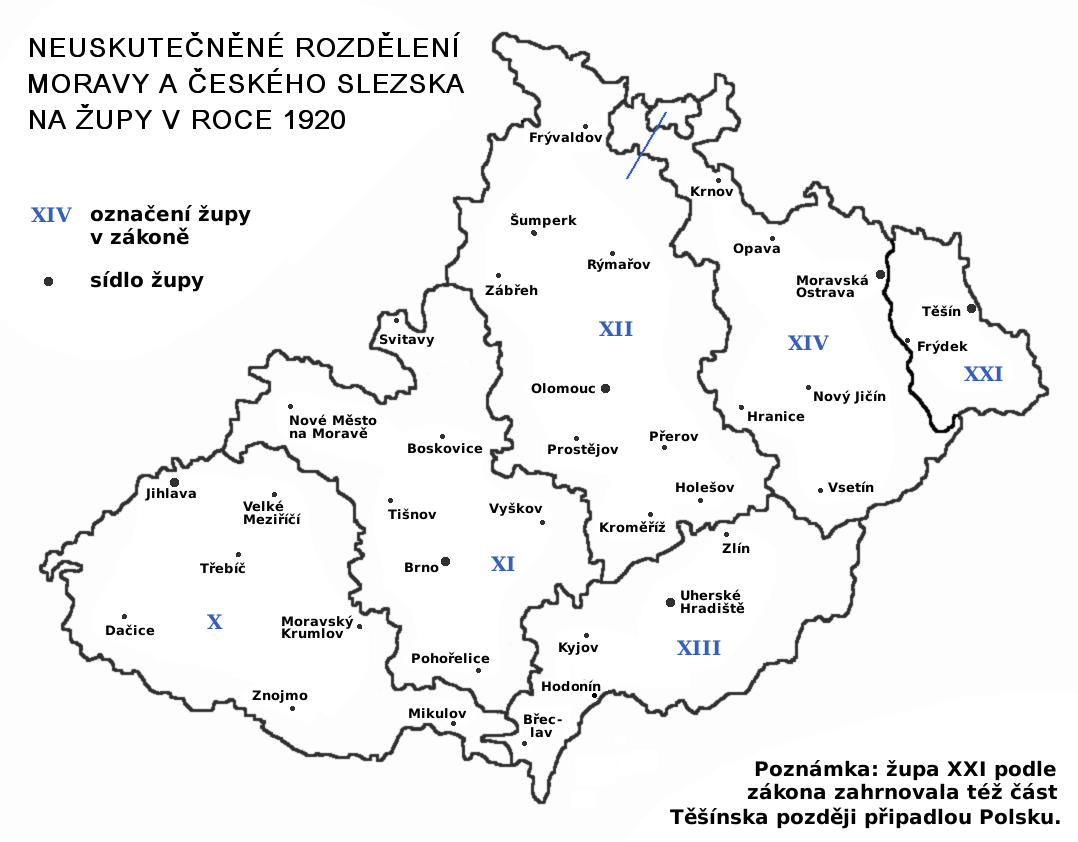
Neuskutečněný návrh na rozdělení Moravy a Českého Slezska na župy z roku 1920

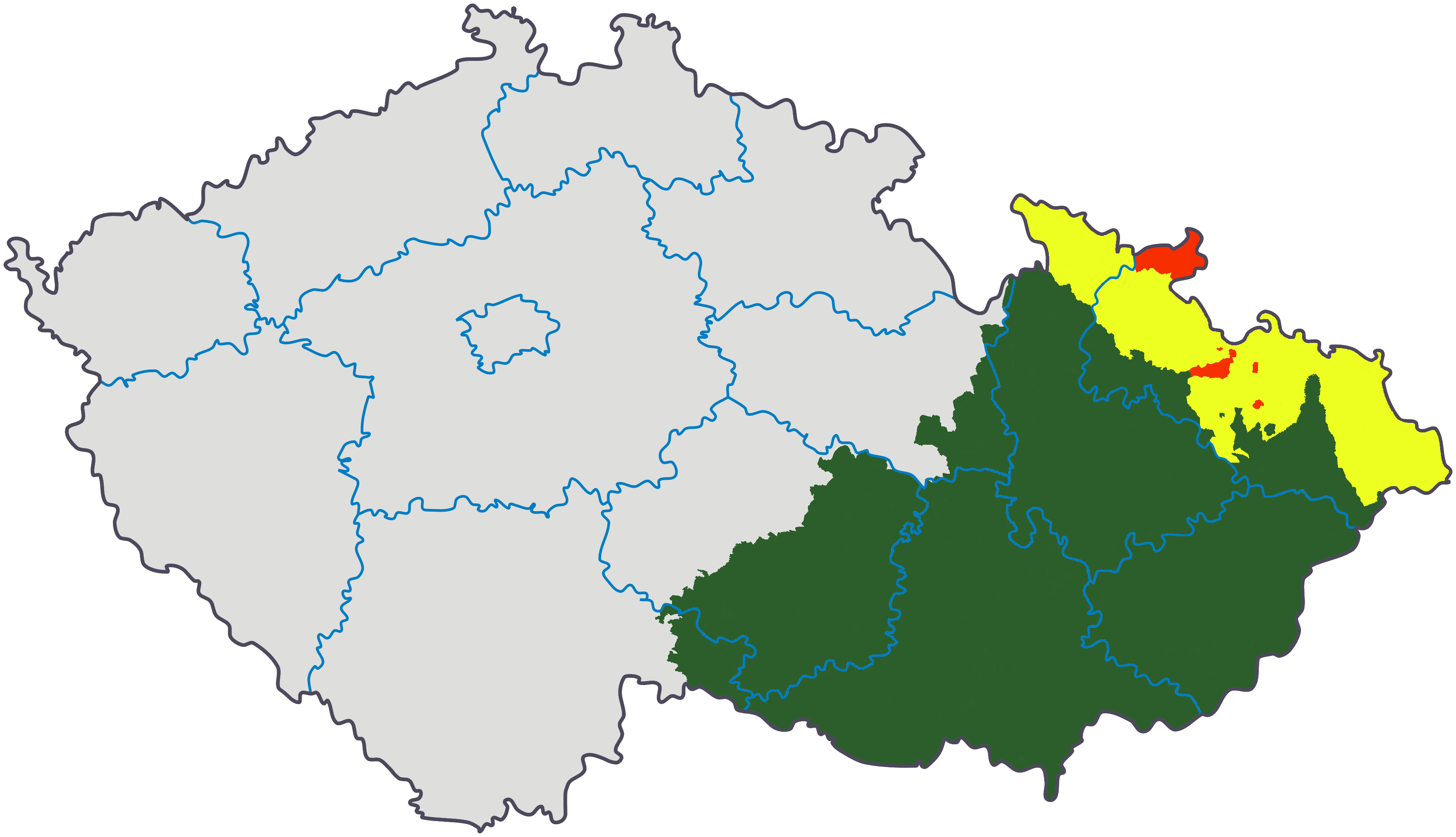
Země Moravskoslezská (vyznačena zeleně, žlutě a červeně) na mapě dnešního Česka

Definitivní ústava (1920) rozhodla proti zemskému zřízení. Zákonodárnou moc svěřila dvoukomorovému Národnímu shromáždění Republiky Československé, složenému z poslanecké sněmovny a senátu, a potvrdila neexistenci zemských sněmů. V čele Moravy nadále stál zemský výbor a Zemská správa politická (zemský úřad) v jejíž čele stál prezident Zemské správy politické.
31. července 1920 byla k ČSR připojena malá část Dolních Rakous (Valticko), která byla začleněna do moravských politických okresů. 1. ledna 1925 byla osada Nedvězíčko podle vládního nařízení č. 315/1924 Sb. z. a n. převedena do Čech. Roku 1925 pak byl k Československu a zároveň k Moravě připojen Dyjský trojúhelník a došlo k rozšíření Valticka, roku 1926 bylo na úkor tehdejší dolnorakouské obce Kleinschweinbarth rozšířeno území Mikulova.
Pro vzrůstající odpor byla realizace župního zákona v české části republiky stále odkládána, až byla nakonec roku 1927, po vlně protestů a petičních akcí, opuštěna myšlenka nahradit historické země župami. Zákonem ze dne 14. června 1927 č. 125/1927 Sb. z. a n., „o organisaci politické správy“, se pak s účinností od 1. prosince 1928 stala Morava částí nově zřízené země Moravskoslezské, která byla jednou ze čtyř samosprávných zemí, na které se území Československa dělilo. Důvodem pro vznik země Moravskoslezské byla nejen relativně malá rozloha Českého Slezska, ale také snaha omezit politický vliv zdejších sudetských Němců a těšínských Poláků (v případě župního zřízení by totiž v obou slezských župách měli Němci naprostou většinu). Centrem nově zřízené Země Moravskoslezské se stalo Brno, v němž sídlil Zemský úřad pro zemi Moravskoslezskou a šedesátičlenné zemské zastupitelstvo v čele se zemským prezidentem, jenž stál zároveň v čele dvanáctičlenného zemského výboru. Nejvyšším článkem územní samosprávy byla zemská samospráva. Zároveň se vznikem země Moravskoslezské došlo podle vládního nařízení ze dne 27. října 1928 č. 174/1928 Sb. z. a n., „jímž se v zemi České a Moravskoslezské určují obvody a sídla okresních úřadů a některá města se zvláštním statutem podrobují všeobecně platným obecním zřízením“ na území bývalé země Moravské také k úpravě správního členění v podobě odebrání postavení statutárního města Jihlavě, Kroměříži, Uherskému Hradišti a Znojmu. Území těchto měst byla spojena s politickými okresy, které je dosud obklopovaly. Zároveň došlo k zániku dosavadních Moravských enkláv ve Slezsku jakožto specifického správního území. Na území bývalé země Moravské tak nyní existovalo 36 politických okresů (k 1. říjnu 1935 pak podle vládního nařízení č. 104/1935 Sb. z. a n., „kterým se v zemích České a Moravskoslezské provádějí změny obvodů některých okresních úřadů“ přibyl nový politický okres Zlín) a statutární města Brno a Olomouc.
Mnichovskou dohodou z roku 1938 byly z Moravskoslezské země vytrženy rozsáhlé převážně německojazyčné oblasti na severu (většina území začleněna do německé župy Sudetenland, menší část – Hlučínsko – se stala součástí pruské provincie Slezsko; část území na Těšínsku připojilo Polsko, po jehož obsazení bylo území rovněž připojeno k pruské provincii Slezsko), a jihu (tato oblast byla začleněna do Sudetoněmeckých území, a od 15. dubna 1939 do Zemského hejtmanství Dolní Podunají, které bylo 1. května 1939 přeměněno v říšskou župu Dolní Podunají).

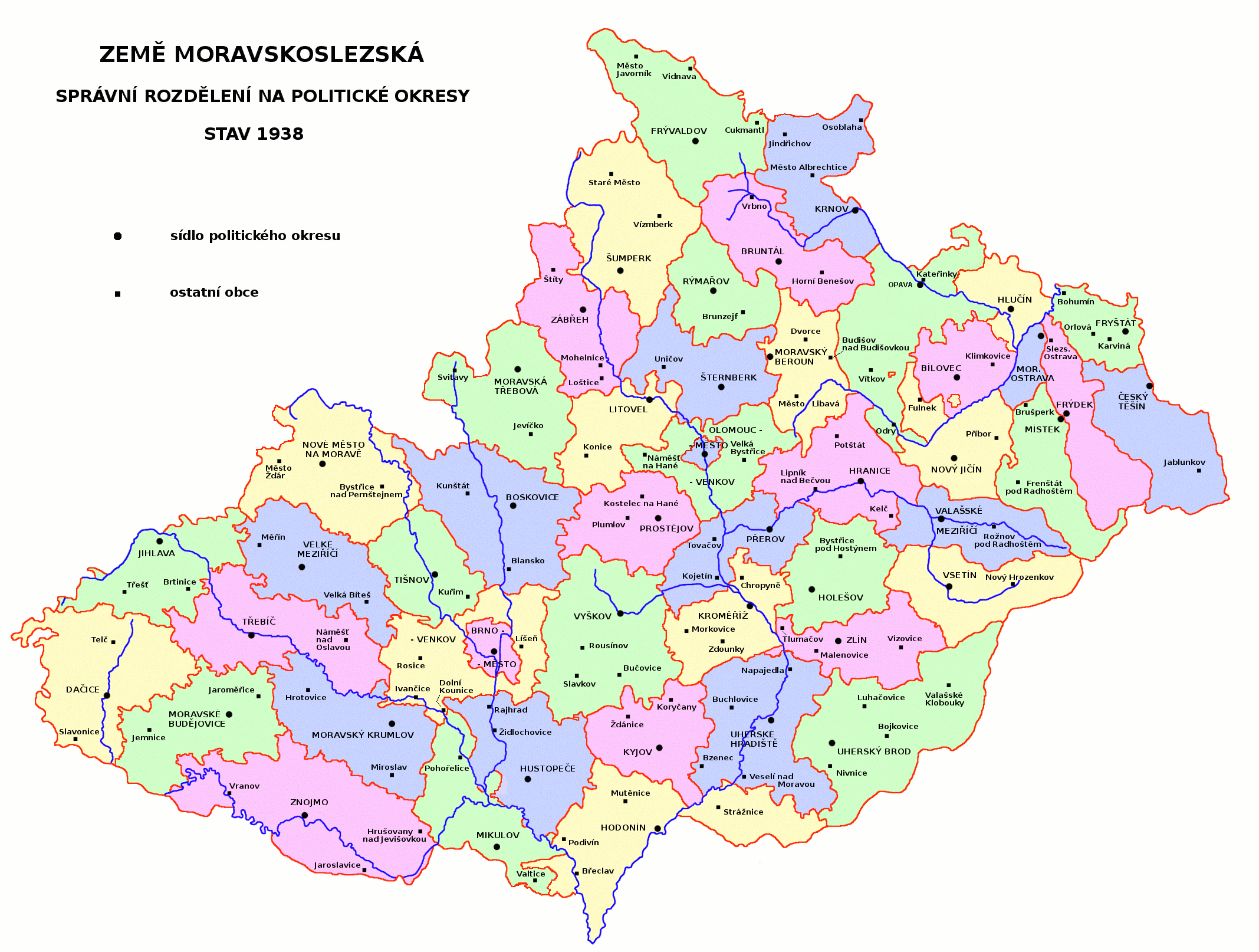
Správní dělení Země moravskoslezské 1938

#### Německá okupace
15. března 1939 byl zbytek českých zemí obsazen nacistickým Německem a 16. března začleněn do Protektorátu Čechy a Morava, jehož součástí byl až do osvobození. Už předtím, (tedy ještě za formálně nezávislého Česko-Slovenska) započala na Moravě výstavba německé exteritoriální dálnice Vídeň– Vratislav, jež měla, mimo jiné, napomoci rychlejší germanizaci Moravy.
K 1. listopadu 1940 protektorátní vláda svým nařízením č. 388/1940 Sb. z. a n., „o některých změnách obvodů zemských úřadů v Praze a v Brně“ připojila k zemi Moravské některé okrajové oblasti východních a jihovýchodních Čech v oblasti Českomoravské vrchoviny. Ke stejnému datu vstoupilo v platnost i související vládní nařízení ze dne 26. září 1940, č. 389 Sb. z. a n., „kterým se upravují obvody a sídla některých okresních úřadů“, jímž se měnilo vymezení několika politických okresů, přičemž se jiné politické okresy rušily. Důvodem pro tyto změny byl především tlak obyvatelstva německého ostrůvku na Jihlavsku. K Moravě tak byly připojeny soudní okresy Polná, Štoky (k němuž byla připojena východní část soudního okresu Německý Brod), jež byly začleněny do politického okresu Jihlava; soudní okres Přibyslav (k němuž byla připojena i severovýchodní část soudního okresu Německý Brod), který byl začleněn do politického okresu Nové Město na Moravě; protektorátní část politického okresu Jindřichův Hradec, který byl začleněn k nově zřízenému politickému okresu Telč (okresní úřad sem byl přeložen z Dačic, které sice ještě náležely k protektorátu, ale byly těsně u jeho hranic); a jihovýchodní část politického okresu Polička, která byla v rámci Moravy začleněna do soudního okresu Kunštát v politickém okrese Boskovice.
Koncem dubna 1942 byly práce na výše zmíněné exteritoriální dálnici přerušeny a již nikdy se nepokračovalo v její výstavbě. Během protektorátu prováděli nacisté na území Moravy organizovaný útisk a terorizování obyvatelstva. Brzy po obsazení zbytku českých zemí byly vypáleny například synagogy v Brně, Jihlavě a Olomouci. Po uzavření českých vysokých škol koncem roku 1939 byla řada vysokoškolských budov a kolejí přeměněna na věznice (například Kounicovy koleje v Brně) nebo úřadovny gestapa (například budova Právnické fakulty Masarykovy univerzity v Brně).
Za okupace se též nově objevil problém moravského separatismu a na druhé straně hranice naopak snaha sousedního Slovenského štátu těchto jevů využít, rozšířit slovenské území o podstatnou část Moravy a vytvořit tak „Velké Slovensko“. Moravsko-slovenská společnost vyjádřila již 15. března 1939 přání připojit Slovácko k právě vzniklému Slovensku: „Moravští Slováci z kraje hodonínského, strážnického, kyjovského, hradišťského i uherskobrodského se počítají ke slovenskému národu a vítají vytvoření samostatné suverénní Slovenské republiky, jejíž suverenitu uznávají i nad krajem moravských Slováků.“ Také spolek Národopisná Morava podporoval tyto záměry. Na základě toho roku 1940 napsal slovenský premiér Vojtech Tuka memorandum Adolfu Hitlerovi, v němž tvrdil, že „na hranicích protektorátu žije půl milionu moravských Slováků bez menšinových práv a většina z nich žádá připojení ke Slovensku“. Ke Slovensku se podle memoranda měla připojit:
1. v užší variantě: oblast s městy Hodonín, Kyjov, Strážnice, Veselí nad Moravou, Uherský Brod, Uherské Hradiště, Otrokovice, Zlín, Hranice, Valašské Meziříčí, Vsetín a Bylnice
2. v širší variantě: oblast vymezená trasou Valtice–Poštorná–Charvátská Nová Ves–Podivín–Šakvice, následně shodně s první mapou až k městu Kroměříž a odtud přes Holešov–Bystřici pod Hostýnem–Teplici nad Bečvou–Spálov–Odry

Němci nereagovali, tak sepsali slovenští politici následující rok žádost podruhé. Všechny tyto pokusy byly ukončeny, když se v červnu 1941 K. H. Frank a po něm zejména Hitler postavili ostře proti – především z důvodu zachování zbrojní výroby a také kvůli germanizačním plánům nechtěla Německá říše svému slovenskému vazalovi v této záležitosti ustoupit a moravské území mu předat.

#### V letech 1945–1948
Po osvobození došlo k obnovení země Moravskoslezské a jejího původního členění na politické okresy ke stavu ze září 1938. Odchylkou od původního stavu bylo nové statutární město Moravská Ostrava (od roku 1946 Ostrava), vzniklé jako městský okres roku 1941, dále uznání protektorátní vládou provedeného začlenění téměř celého soudního okresu Frýdku a nepatrné části soudního okresu Moravská Ostrava do politického okresu Místek a městysu Líšně ke statutárnímu městu Brnu, a obnovení postavení statutárního města Opavě spojené s připojením 3 sousedních obcí k městu k 1. lednu 1946. V reakci na požadavek obnovení slezské samosprávy došlo ke vzniku Slezské expozitury země Moravskoslezské se sídlem v Ostravě, do níž byly vedle území původního Českého Slezska začleněny také moravské politické okresy Nový Jičín, Moravská Ostrava a Místek.
Po parlamentních volbách, které proběhly 26. května 1946, získali komunisté vliv také v zemi Moravskoslezské. Výsledky voleb se promítly i do vedení a činnosti národních výborů, včetně Zemského národního výboru pro zemi Moravskoslezskou, jehož novým předsedou se stal 31. července 1946 člen KSČ a šéfredaktor jejího moravského deníku Rovnost František Píšek, čímž se stal zemský národní výbor podstatně poslušnějším nástrojem převážně komunistické československé vlády.

#### Období po roce 1948

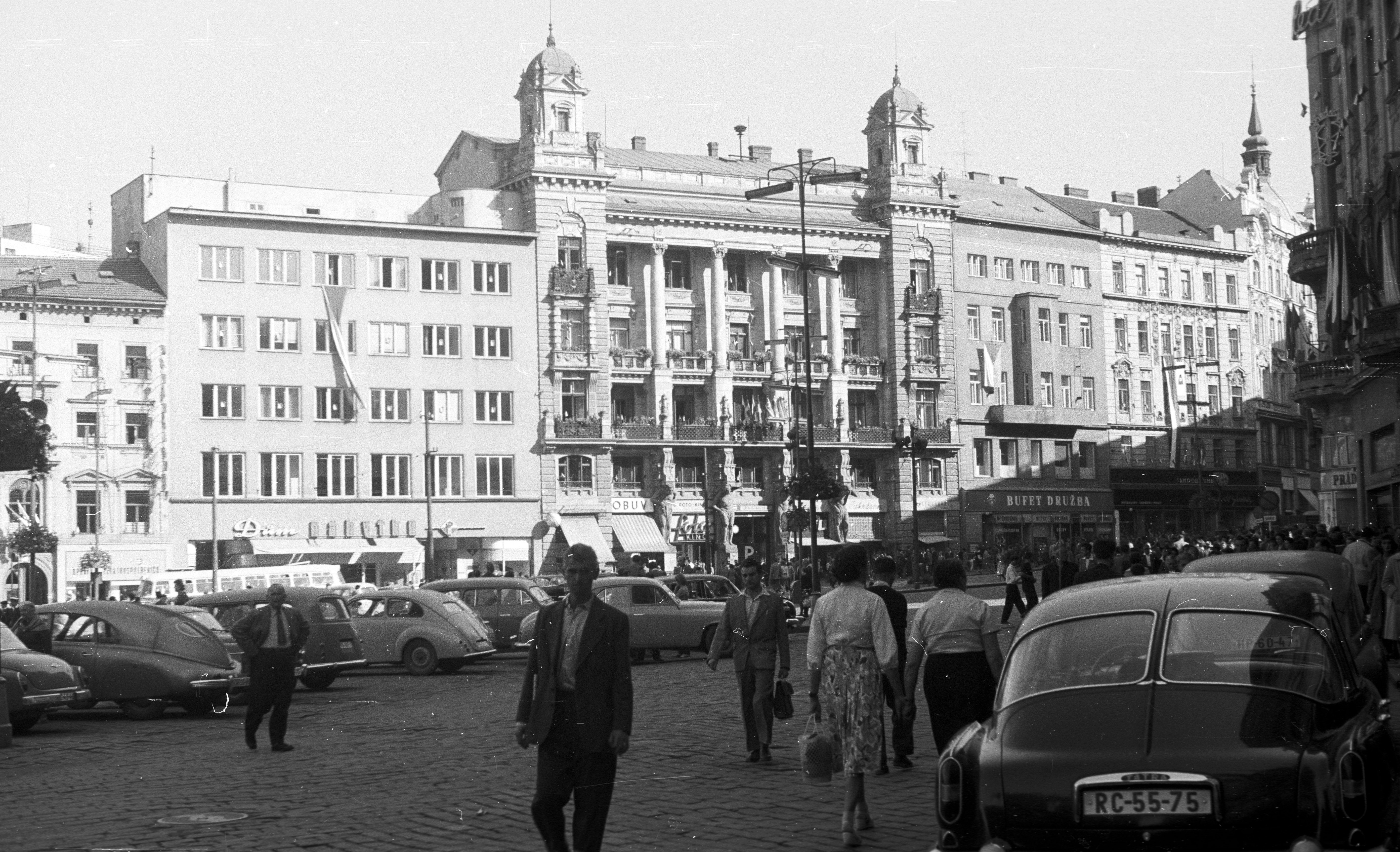
Náměstí Svobody v Brně v roce 1959

Po únoru 1948 začal nový komunistický režim pracovat na správní reorganizaci Československa. Výsledkem bylo, kromě jiného, zrušení zemského zřízení a rozčlenění republiky na kraje. Podobu krajského zřízení schválila vláda republiky v listopadu 1948. Rozhodla o zřízení 13 krajů v Čechách, na Moravě a ve Slezsku, a šesti krajů na Slovensku. Národní shromáždění Československé republiky změny odsouhlasilo a zavedlo úplnou centralizaci správního aparátu.
Dne 24. prosince 1948 bylo území Československa rozděleno mezi nově vzniklé kraje, které nerespektovaly dřívější historické hranice českých zemí. Bývalá země Moravskoslezská byla rozdělena mezi kraje Brněnský, Gottwaldovský, Jihlavský (který zasahoval hluboko do Čech), Olomoucký a Ostravský; několik moravských obcí se stalo součástí kraje Českobudějovického a Pardubického.
Dne 9. dubna 1960 Národní shromáždění schválilo zákon o reorganizaci územní správy, jímž se rušilo členění platné od roku 1948. Vstoupil v platnost 1. července 1960 a výrazně se jím snižoval počet krajů, přičemž ani nové rozdělení nekopírovalo historické hranice. Na základě této reformy byla převážná část území někdejší země Moravskoslezské přerozdělena mezi kraje Jihomoravský (jehož součástí se stala i osada Jobova Lhota patřící k Čechám) a Severomoravský, zatímco území na severozápadě Moravy a okolí Svitav a Moravské Třebové bylo začleněno do kraje Východočeského (roku 2000 bylo začleněno do kraje Pardubického) a území na jihozápadě Moravy (Dačicko) ke kraji Jihočeskému. S výjimkou katastrálních území Vesce u Počátek, Prostý a Horní Vilímeč, které nyní náležejí k českému městu Počátky v kraji Vysočina), bylo toto území po roce 2000 přičleněno ke kraji Budějovickému, dnes Jihočeskému.
Za pražského jara v roce 1968 byl z iniciativy poslanců Jihomoravského kraje a nově založené Společnosti pro Moravu a Slezsko podán „Návrh na státoprávní a územní uspořádání Československé republiky“, která se měla stát trojdílnou federací tří rovnoprávných státoprávních subjektů Čech, Moravy se Slezskem a Slovenska. Návrh však přijat nebyl a stát byl uspořádán federativně na národnostním principu dvou hlavních národů Čechů a Slováků. Parlamentem České socialistické republiky se stala Česká národní rada, již tvořili poslanci z Čech, Moravy i Slezska.
Federální shromáždění dne 9. května 1990 přijalo usnesení, které odsoudilo zrušení Země Moravskoslezské a vyslovilo v něm pevné přesvědčení, že „nové ústavní uspořádání republiky, které vzejde z jednání svobodně zvolených zákonodárných sborů, tuto nespravedlnost napraví“. Poslanci moravských politických stran zvolení v prvních svobodných volbách předložili návrh zákona na obnovení zemského zřízení. Předsednictvo ČNR, kde mělo převahu Občanské fórum, jej však ve výborech zamítlo. Zejména počátkem 90. let pak proběhly ještě další snahy o obnovu Moravy jako autonomní země, ty však vyšly naprázdno. Na počátku roku 1992 předložila vláda Petra Pitharta (KDU-ČSL) návrh na zemské uspořádání a jak říká politik po letech: Zklamal mě rozpad společného státu, zklamala mě prosazená podoba územně správního uspořádání. Moje vláda předložila na jaře 1992 návrh na zemské zřízení se zachováním bývalých okresů, který se ani neprojednával, ale jen proto, že se blížil rozpad federace a byly obavy z „nového dualismu“. Československo k 31. prosinci 1992 skutečně zaniklo. Roku 1997 došlo k zatím poslední úpravě česko-slovenské státní hranice, kterou se některé moravské pozemky, včetně osady U Sabotů, staly součástí Slovenska.
Dne 1. ledna 2000 vstoupil v platnost zákon, který vytvořil na území České republiky 14 krajů, územně samosprávných celků, jež rovněž nerespektují historické zemské hranice.
Po sametové revoluci v roce 1989 se objevilo množství politických stran, hnutí, sdružení a spolků, které dohromady vytvářejí tzv. moravské hnutí, jež se snaží o obnovu samosprávy Moravy a Českého Slezska. V první polovině 90. let 20. století bylo významné Hnutí za samosprávnou demokracii – Společnost pro Moravu a Slezsko (HSD-SMS), které v parlamentních volbách té doby získalo několik mandátů. Politický význam moravistických stran však již v polovině 90. let upadl a od té doby je marginální záležitostí. Na aktivity HSD-SMS se pokusila navázat strana Moravané, od níž se v roce 2018 oddělilo Moravské zemské hnutí. Součástí moravského hnutí je také např. kulturní spolek Moravská národní obec.

## Obyvatelstvo

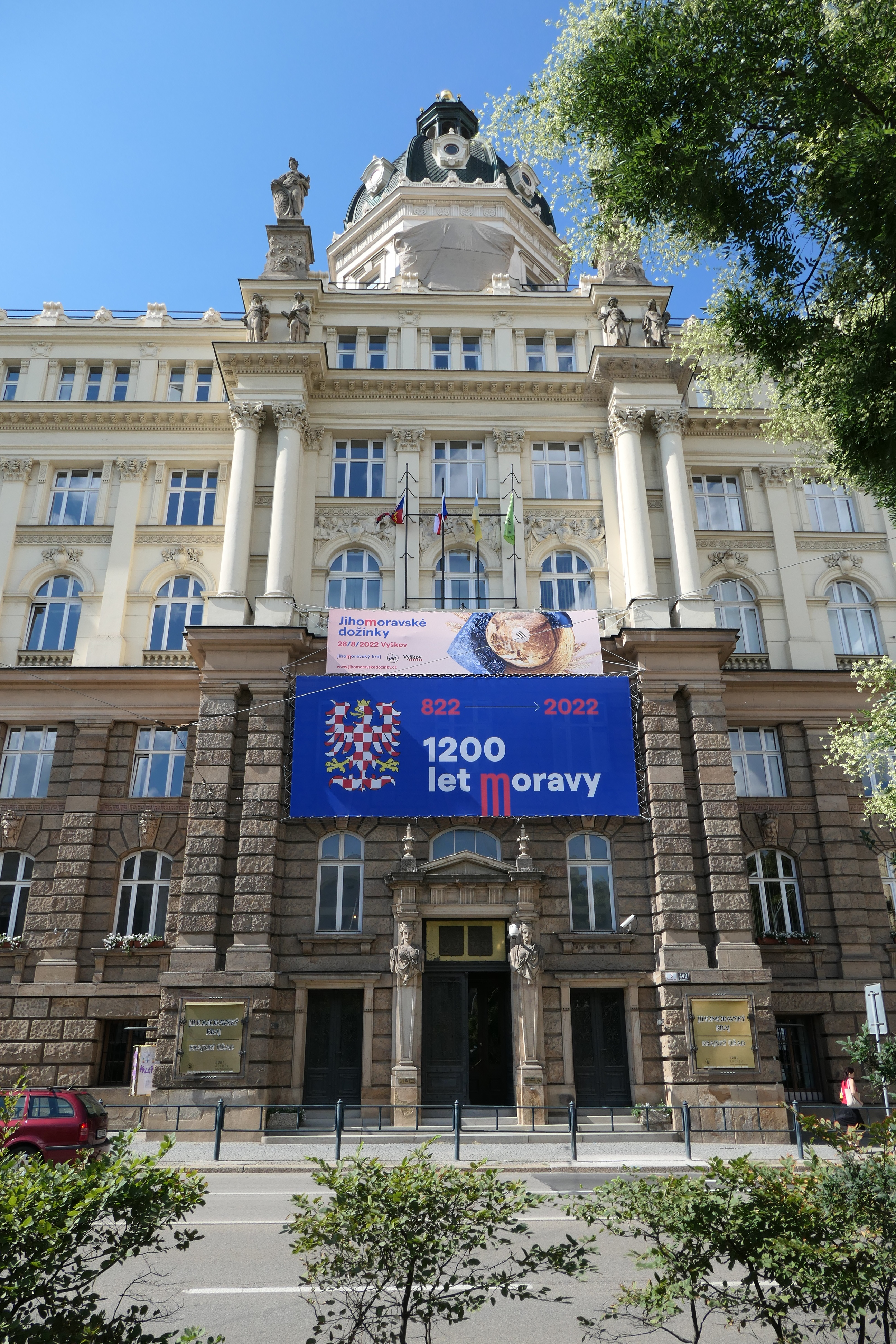
Transparent v moravských barvách umístěný u příležitosti výročí 1200 let Moravy (přesněji první písemné zmínky o Moravanech) na budově krajského úřadu v Brně

První písemná zmínka o Moravanech pochází z Letopisů království Franků k roku 822. V roce 2022 byla tato zmínka a 1200 let, které uplynuly od události, k níž se vztahuje, připomenuty několika akcemi. Na území Jihomoravského kraje to v Brně byly 23. září 2022 koncert Filharmonie Brno a slavnostní setkání poslanců a senátorů Parlamentu České republiky pocházejících z Moravy v bývalé moravské zemské sněmovně, dnes budově Ústavního soudu České republiky. Výstava Jihomoravského kraje, který vedle plakátu umístěného na budově úřadu nechal k tématu zhotovit internetovou prezentaci, k výročí první písemné zmínky o Moravanech se konala na ulici Kobližná v listopadu 2022.
Mnoho obyvatel Moravy dříve mluvilo německy, ale většina místních Němců byla po roce 1945 deportována. Německé obyvatelstvo převládalo v Jeseníkách a ve větších městech jako Brno a Olomouc. Ve srovnání s obyvatelstvem Čech jsou Moravané výrazně častěji věřící. Většina obyvatel Moravy se hlásí k české národnosti. V rámci sčítání v roce 2021 se k moravské národnosti v Česku přihlásilo celkem 556 641 lidí.
Spisovným jazykem Moravanů je již od národního obrození čeština. V jednotlivých moravských regionech se však stále udržují místní různorodé dialekty, někdy označované hromadně jako moravština. K té se jako k mateřskému jazyku při sčítání lidu v roce 2011 přihlásilo 108 469 osob.
Na Moravě existuje několik etnografických skupin úzce spjatých s krajem, kde žijí, které se v minulosti lišily některými kulturními rysy a dialektem, například Horáci, Hanáci, Moravští Slováci, Podlužáci, Valaši, Laši nebo Moravští Chorvati.

## Ekonomika

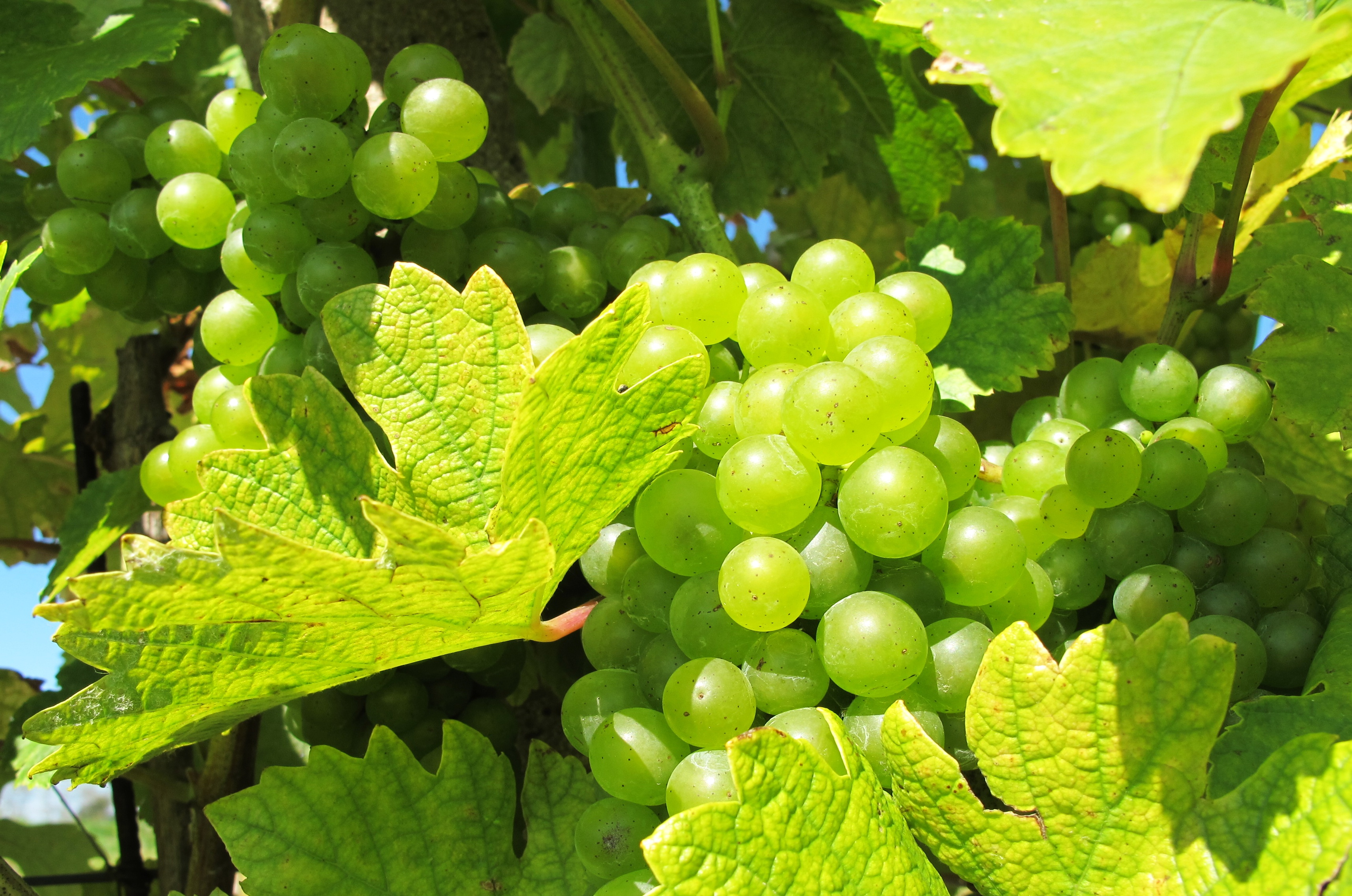
Moravské víno

Hlavní ekonomická centra Moravy jsou Brno, Ostrava, Olomouc a Zlín, ve všech čtyřech případech se dnes jedná o města s velkým počtem vysokoškolských studentů a bohatou minulostí ve zpracovatelském průmyslu. Brno bylo dříve známé svým rozvinutým textilním průmyslem, podobně jako v případě Ostravy šlo o silné průmyslové město, dnes se zaměřuje spíše na činnost ve vědě, výzkumu a vývoji. V oblasti okolo Ostravy v minulosti probíhala intenzivní těžba uhlí až do 90. let 20. století, díky tomu bylo možné vybudovat masivní aglomeraci orientovanou rovněž na zpracovatelský průmysl, město se dnes snaží přeorientovat na jiná odvětví. Na jihu Moravy okolo Hodonína a Břeclavi se těží ropa.

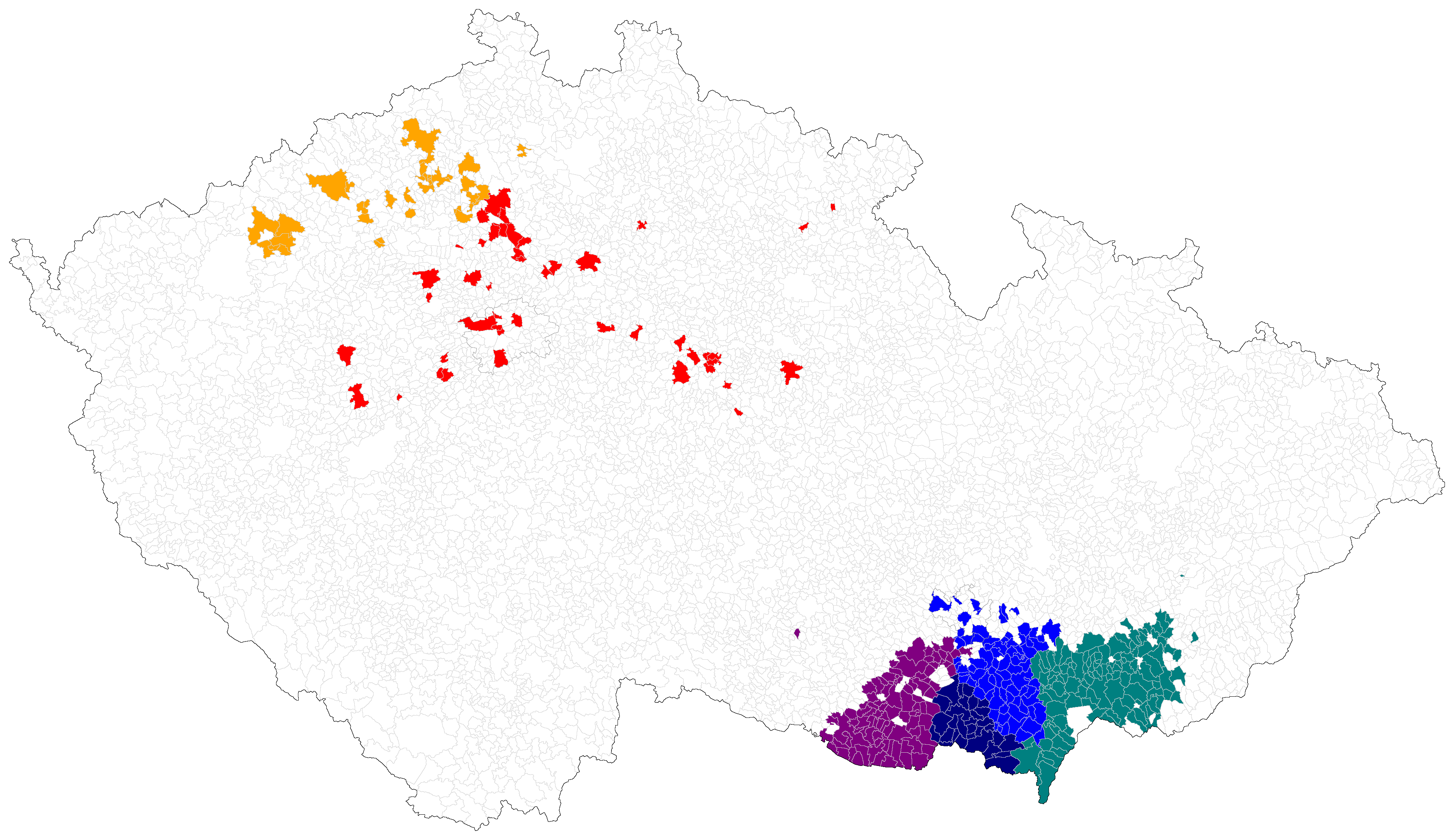
Vinařská oblast Morava
Znojemská podoblast
Mikulovská podoblast
Velkopavlovická podoblast
Slovácká podoblast

Oblast jižní Moravy je známa zejména pro svoji produkci vína. Skýtá dobré klimatické podmínky pro pěstování vinné révy, a proto se zde nacházejí obce s největší produkcí vína v Česku. Rozloha moravských vinic v celkovém úhrnu tvoří okolo 96 % vinic v zemi. Historie moravského vinařství sahá až do doby starověkého Říma. Při archeologickém průzkumu římské základny u Pasohlávek byl mezi mnoha dalšími artefakty nalezen nůž na prořezávání révy. Historici-enologové se domnívají, že během římské okupace mohly být do regionu přineseny odrůdy Veltlínské zelené a Ryzlink vlašský pěstované v blízkosti Jantarové stezky a Pavlovských vrchů. Kolem roku 278 římský císař Marcus Aurelius Probus zrušil edikt císaře Domitiana zakazující sázení révy v koloniích severně od Alp, a podporoval výsadbu nových vinic v severních římských koloniích.
Vinařství bylo provozováno také v době Velkomoravské říše (833–906), o čemž svědčí četné řezací nože a semena hroznů objevená při archeologických vykopávkách slovanských sídlišť.

## Kultura

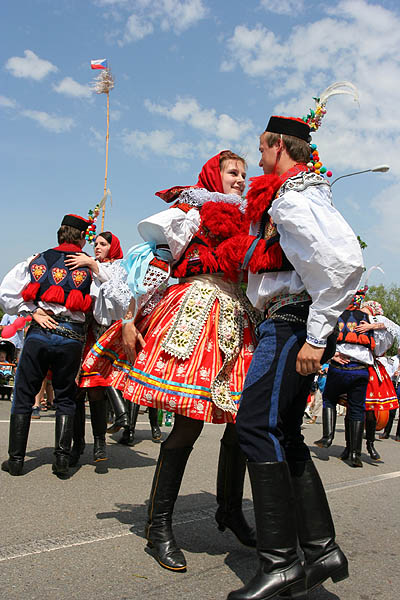
Lidový tanec během jízdy králů ve Vlčnově

Regiony na Moravě a v části Slezska

Moravu lze kulturně rozdělit na několik národopisných regionů, které se mohou lišit svým nářečím, lidovými zvyky, kroji apod.
Ve samém středu Moravy se nalézá Haná. Jsou pro ni typická rozlehlá pole v úrodných úvalech řek Moravy, Bečvy a Hané, z nichž poslední dala regionu i jeho jméno. Haná je také centrem skupiny středomoravských nářečí, která se používají dále například na Horácku, národopisném regionu na západě Moravy. Vlastní Horácko tvoří přirozenou hranici mezi českou a moravskou kulturou a zaujímá v podstatě celé území Českomoravské vrchoviny, dále se k němu řádí i tzv. Podhorácko, mající již prvky bližší jihu Moravy a Brněnsku.
Východ Moravy je reprezentován převážně Slováckem, regionem s mnoha přechodnými prvky moravsko-slovenskými. Jde o oblast s mnoha subregiony, velmi různorodou kulturou a zachovalými místními zvyky. Podobná nářečí užívá i severnější Valašsko. Tradičně se uvádí, že jde o oblast osídlenou kočovníky z rumunského Valašska, kteří byli postupně asimilováni slovanským obyvatelstvem.
Na pomezí Moravy a Slezska se rozkládá nevelké Lašsko. Je pro ně typické zajímavé jazykové míšení moravských dialektů a slezštiny. Zdejší folklór inspiroval v tvorbě zdejšího rodáka Leoše Janáčka.